# Danh sách tập phim Doraemon (1979–1987)
Doraemon là series anime được chuyển thể từ manga cùng tên của họa sĩ Fujiko F. Fujio. Dưới đây là danh sách tập thuộc loạt phim 1979. Ca khúc chủ đề mở đầu là Doraemon no Uta do Osugi Kumiko trình bày. Một số tập phim được Hãng phim Phương Nam và Công ty điện ảnh Thành phố Hồ Chí Minh mua bản lồng tiếng của Trung Quốc để thuyết minh và phát hành dưới định dạng băng hình VHS & đĩa VCD từ năm 1997.

## Tổng quan
| Mùa | Mùa | Số tập | Số tập | Phát sóng gốc       | Phát sóng gốc        |
| Mùa | Mùa | Số tập | Số tập | Phát sóng lần đầu   | Phát sóng lần cuối   |
| --- | --- | ------ | ------ | ------------------- | -------------------- |
|     | 1   | 235    | 235    | 2 tháng 4 năm 1979  | 31 tháng 12 năm 1979 |
|     | 2   | 256    | 256    | 4 tháng 1 năm 1980  | 30 tháng 12 năm 1980 |
|     | 3   | 152    | 152    | 5 tháng 1 năm 1981  | 25 tháng 12 năm 1981 |
|     | 4   | 49     | 49     | 8 tháng 1 năm 1982  | 24 tháng 12 năm 1982 |
|     | 5   | 52     | 52     | 7 tháng 1 năm 1983  | 30 tháng 12 năm 1983 |
|     | 6   | 51     | 51     | 6 tháng 1 năm 1984  | 28 tháng 12 năm 1984 |
|     | 7   | 52     | 52     | 4 tháng 1 năm 1985  | 27 tháng 12 năm 1985 |
|     | 8   | 50     | 50     | 10 tháng 1 năm 1986 | 26 tháng 12 năm 1986 |
|     | 9   | 60     | 60     | 9 tháng 1 năm 1987  | 25 tháng 12 năm 1987 |

## Danh sách tập
Phần trước: Doraemon (loạt phim 1973)

### Năm 1979
| # | Tên tập phim                                                                                               | Ngày phát sóng gốc |
| --- | --- | ------------------ |
| 1 | "Nobita Land, thành phố trong mơ" "Yume no Machi Nobitarando" (ゆめの町ノビタランド)                       | 2 tháng 4, 1979    |
| Bằng "Máy ảnh tạo mô hình" Doraemon đã giúp Nobita tạo ra một thành phố thu nhỏ tùy ý muốn để mọi người có không gian vui chơi. Thế nhưng chưa được bao lâu thì thành phố bị mẹ Nobita dọn dẹp để xây nhà kho. | |                    |
| 2 | "Bánh quy biến hình" "Henshin Bisuketto" (変身ビスケット)                                                  | 3 tháng 4, 1979    |
| Mẹ sai Nobita đi mua bánh đãi khách nhưng cậu lười nên lên phòng thấy bánh hình thú có sẵn đem ra. Sau đó mẹ bảo cậu phải mua bánh khác. Một lúc sau đó cậu biến thành mèo và vội tìm Doraemon. Doraemon nói đó là "Bánh quy biến hình" động vật sau 5 phút sẽ trở lại bình thường. Khi về nhà cả hai thấy số bánh biến hình vơi bớt nên đã tìm mọi cách không cho mẹ thấy hình ảnh ông khách lúc biến hình. Cho tới khi bố Nobita về, ông bất tỉnh còn Doraemon và Nobita há hốc mồm khi thấy mẹ của mình biến thành thỏ. | |                    |
| 3 | "Bánh mì giúp trí nhớ" "Tesuto ni Ankipan" (テストにアンキパン)                                            | 4 tháng 4, 1979    |
| 4 | "Huy hiệu NS" "N.S Wappen" (Ｎ・Ｓワッペン)                                                                | 5 tháng 4, 1979    |
| 5 | "Tên khủng bố" "Korobashi ya" (ころばし屋)                                                                 | 6 tháng 4, 1979    |
| 6 | "Cô dâu của Nobita" "Nobita no o Yome san" (のび太のおよめさん)                                            | 7 tháng 4, 1979    |
| 7 | "Tiên đoán của Doraemon" "Doraemon no Dai Yogen" (ドラえもんの大予言)                                      | 9 tháng 4, 1979    |
| 8 | "Tay săn khủng long" "Kyouryuu Hantā" (恐竜ハンター)                                                       | 10 tháng 4, 1979   |
| 9 | "Hộ chiếu của ác quỷ" "Akuma no Pasupōto" (悪魔のパスポート)                                               | 11 tháng 4, 1979   |
| 10 | "Súng may rủi" "Rakkīgan" (ラッキーガン)                                                                   | 12 tháng 4, 1979   |
| 11 | "Máy ảnh nguyền rủa" "Noroi no Kamera" (のろいのカメラ)                                                    | 13 tháng 4, 1979   |
| 12 | "Gia đình sói" "Ookami Ikka" (オオカミ一家)                                                                | 14 tháng 4, 1979   |
| 13 | "Làm đường tàu điện ngầm" "Chikatetsu wo Tsukuc Chae" (地下鉄をつくっちゃえ)                               | 16 tháng 4, 1979   |
| 14 | "Người hùng của chính nghĩa: Self Kamen" "Seigi no Mikata.Serufu Kamen" (正義の味方・セルフ仮面)           | 17 tháng 4, 1979   |
| 15 | "Điểm 100 duy nhất trong đời" "Isshou ni Ichi Do Ha Hyaku Ten wo" (一生に一度は百点を)                     | 18 tháng 4, 1979   |
| 16 | "Đổi mẹ cho nhau" "Mama wo Tori Kaek Ko" (ママをとりかえっこ)                                              | 19 tháng 4, 1979   |
| 17 | "Khăn trùm thời gian" "Taimu Furoshiki" (タイムふろしき)                                                   | 20 tháng 4, 1979   |
| 18 | "Đi tìm kho báu" "Chin ka Ra Touge no Houmotsu" (ちんから峠の宝物)                                         | 21 tháng 4, 1979   |
| 19 | "Đại chiến trên không" "Dai Kuuchuu Sen" (大空中戦)                                                        | 23 tháng 4, 1979   |
| 20 | "Phòng không có cửa" "Naiheyadoa" (ナイヘヤドア)                                                           | 24 tháng 4, 1979   |
| 21 | "Chạy đi ngựa tre" "Hashire! Uma Take" (走れ！ウマタケ)                                                    | 25 tháng 4, 1979   |
| 22 | "A, Thích ghê, thích ghê, thích ghê!" "Aa, Suki, Suki, Suki" (ああ、好き、好き、好き)                      | 26 tháng 4, 1979   |
| 23 | "Găng tay thuần phục" "Moujuu nara shi Tebukuro" (猛獣ならし手袋)                                          | 27 tháng 4, 1979   |
| 24 | "Cụ tổ ơi cố gắng lên" "Go Senzo Sama Ganbare" (ご先祖様がんばれ)                                          | 28 tháng 4, 1979   |
| 25 | "Phương tiện vận chuyển mini" "Norimono Akusesarī" (のりものアクセサリー)                                  | 30 tháng 4, 1979   |
| 26 | "Gián điệp đại tác chiến" "(Hi) Supai Dai Sakusen" ((秘)スパイ大作戦)                                      | 1 tháng 5, 1979    |
| 27 | "Ăn kẹo thành ca sĩ" "Kyandē Name Te Kashu ni Naro U" (キャンデーなめて歌手になろう)                       | 2 tháng 5, 1979    |
| 28 | "Mimi đáng yêu" "Suteki na Mii Chan" (すてきなミイちゃん)                                                  | 3 tháng 5, 1979    |
| 29 | "Đội quân đồ chơi" "Omocha no Heitai" (おもちゃの兵隊)                                                     | 4 tháng 5, 1979    |
| 30 | "Đội cờ cá chép" "Koi Nobori" (こいのぼり)                                                                 | 5 tháng 5, 1979    |
| 31 | "Cuộc chiến cổ vật" "Furu Dou Gukyou Hashi" (古どうぐきょう走)                                             | 7 tháng 5, 1979    |
| 32 | "Châu chấu hối lỗi" "Pekopeko Batta" (ペコペコバッタ)                                                      | 8 tháng 5, 1979    |
| 33 | "Gấp giấy vui thật" "Kami Kousaku Ha Tanoshii na" (紙工作は楽しいな)                                       | 9 tháng 5, 1979    |
| 34 | "Cô gái giống hoa bách hợp" "Haku Yuri no You na Onnanoko" (白ゆりのような女の子)                          | 10 tháng 5, 1979   |
| 35 | "Ống sáo thần" "Kobea Be" (コベアベ)                                                                       | 11 tháng 5, 1979   |
| 36 | "Máy chụp ảnh quá khứ" "Okure Kamera" (おくれカメラ)                                                       | 12 tháng 5, 1979   |
| 37 | "Đưa ra chiến lược" "Puropōzu Sakusen" (プロポーズ作戦)                                                    | 14 tháng 5, 1979   |
| 38 | "Máy đặt chỗ" "Rizābu Mashin" (リザーブマシン)                                                             | 15 tháng 5, 1979   |
| 39 | "Bộ đồ chồn" "Tanu Ki" (タヌ機)                                                                            | 16 tháng 5, 1979   |
| 40 | "Quyển số như ý" "○○ ga XX to △△ Suru" (○○がＸＸと△△する)                                                  | 17 tháng 5, 1979   |
| 41 | "Cô bé mang đôi giầy đỏ" "Aka Ikutsu no Onnanoko" (赤いくつの女の子)                                       | 18 tháng 5, 1979   |
| 42 | "Son môi nịnh hót" "Ose Ji Kuchi Be ni" (おせじ口べに)                                                     | 19 tháng 5, 1979   |
| 43 | "Kỉ niệm về bà (Phần đầu)" "O Baachan no Omoide (Zen)" (おばあちゃんのおもいで（前）)                      | 21 tháng 5, 1979   |
| 44 | "Kỉ niệm về bà (Phần cuối)" "O Baachan no Omoide (Go)" (おばあちゃんのおもいで（後）)                      | 22 tháng 5, 1979   |
| 45 | "Tự làm gia sư" "Boku wo Boku no Sensei ni" (ぼくをぼくの先生に)                                           | 23 tháng 5, 1979   |
| 46 | "Máy nhắn tin đến tương lai" "Michi to no Sou Guu Ki" (未知とのそうぐう機)                                 | 24 tháng 5, 1979   |
| 47 | "Nobita trong gương" "Kagami no Naka no Nobita" (かがみの中ののび太)                                       | 25 tháng 5, 1979   |
| 48 | "Sao chép nguyên bản" "Rittai Kopī" (立体コピー)                                                           | 26 tháng 5, 1979   |
| 49 | "Ngồi tàu ngầm ra biển" "Sen Sui Kan de Umi He Iko U" (せん水艦で海へ行こう)                               | 28 tháng 5, 1979   |
| 50 | "Con tem tình bạn" "Yuujou Kapuseru" (友情カプセル)                                                        | 29 tháng 5, 1979   |
| 51 | "Chiếc vòng kim cô" "Goku U Ringu" (ごくうリング)                                                          | 30 tháng 5, 1979   |
| 52 | "Cây chung cư" "Apāto no Ki" (アパートの木)                                                                | 31 tháng 5, 1979   |
| 53 | "Bắn súng gián tiếp" "Jitsubutsu Shateki" (実物射的)                                                       | 1 tháng 6, 1979    |
| 54 | "Dùng cỗ máy thời gian bắt tội phạm" "Taimu Mashin de Hannin o" (タイムマシンで犯人を)                     | 2 tháng 6, 1979    |
| 55 | "Cuộc thi vua bắn súng" "Ken Juu Ou Kontesuto" (けんじゅう王コンテスト)                                    | 4 tháng 6, 1979    |
| 56 | "Hộp đựng tiền phạt" "Bak Kanebako" (ばっ金箱)                                                             | 5 tháng 6, 1979    |
| 57 | "Ngôi nhà robot" "Hausu Robotto" (ハウスロボット)                                                          | 6 tháng 6, 1979    |
| 58 | "Nobita phiêu lưu kí" "Nobita Hyouryuu Ki" (のび太漂流記)                                                  | 7 tháng 6, 1979    |
| 59 | "Máy nén không khí" "Kuuki Burokku Sei Zou Ki" (空気ブロックせいぞう機)                                    | 8 tháng 6, 1979    |
| 60 | "Hơi gas tiếp diễn" "Tsuduki Supurē" (つづきスプレー)                                                      | 9 tháng 6, 1979    |
| 61 | "Máy tìm đồ thất lạc" "Nakushi Butsu Toriyose Ki" (なくし物とりよせ機)                                     | 11 tháng 6, 1979   |
| 62 | "Anten dự báo" "Arakajime Antena" (あらかじめアンテナ)                                                     | 12 tháng 6, 1979   |
| 63 | "Thuốc đông cứng âm thanh" "Koe no Katamari" (声のかたまり)                                                | 13 tháng 6, 1979   |
| 64 | "Ngôi sao ước nguyện" "Negai Boshi" (ねがい星)                                                             | 14 tháng 6, 1979   |
| 65 | "Đại hải chiến từ xa" "Rajikon Dai Kaisen" (ラジコン大海戦)                                                | 15 tháng 6, 1979   |
| 66 | "Máy ảnh XYZ" "XYZ Sen Kamera" (XYZ線カメラ)                                                               | 16 tháng 6, 1979   |
| 67 | "Tiếng sét quen thuộc" "Kaminari ni Nareyo U" (カミナリになれよう)                                         | 18 tháng 6, 1979   |
| 68 | "Quái nhân đến từ tương lai" "Mirai Sekai no Kaijin" (未来世界の怪人)                                      | 19 tháng 6, 1979   |
| 69 | "Hộp thời tiết" "O Tenki Bokkusu" (お天気ボックス)                                                         | 20 tháng 6, 1979   |
| 70 | "Vệ tinh gia đình" "Jikayou Eisei" (自家用衛星)                                                            | 21 tháng 6, 1979   |
| 71 | "Máy làm lại cuộc đời" "Jinsei Yarinaoshi Ki" (人生やりなおし機)                                           | 22 tháng 6, 1979   |
| 72 | "Superdan" "Sūpā Dan" (スーパーダン)                                                                       | 23 tháng 6, 1979   |
| 73 | "Máy thay đổi dung nhan" "Okyaku no Kao o Kumitateyo U" (お客の顔を組み立てよう)                           | 25 tháng 6, 1979   |
| 74 | "Nói dối thành thật" "Sonousohonto" (ソノウソホント)                                                       | 26 tháng 6, 1979   |
| 75 | "Tôi yêu Roboko" "Robo Ko ga Aishi Teru" (ロボ子が愛してる)                                                | 27 tháng 6, 1979   |
| 76 | "Điều khiển đám mây" "Kumo Zaikude Asobo U" (雲ざいくで遊ぼう)                                             | 28 tháng 6, 1979   |
| 77 | "Đề can trung thực" "Uraomotekkusu" (ウラオモテックス)                                                     | 29 tháng 6, 1979   |
| 78 | "Người ngoài hành tinh" "Nise Uchuu Jin" (ニセ宇宙人)                                                      | 30 tháng 6, 1979   |
| 79 | "Đồ phổ thực vật" "Hon mo no Zukan" (ほんもの図鑑)                                                         | 2 tháng 7, 1979    |
| 80 | "Máy ảnh Menkui" "Men Kui Kamera" (めんくいカメラ)                                                         | 3 tháng 7, 1979    |
| 81 | "Ngày tôi chào đời" "Boku no Umare Ta Hi" (ぼくの生まれた日)                                               | 4 tháng 7, 1979    |
| 82 | "Máy huấn luyện tai nạn" "Sainan Kun Ren Ki" (さいなんくんれん機)                                          | 5 tháng 7, 1979    |
| 83 | "Hồ bơi trên mây" "Kumo no Naka no Pūru" (雲の中のプール)                                                  | 6 tháng 7, 1979    |
| 84 | "Máy cắt cơ thể người" "Ningen Setsudan Ki" (人間切断機)                                                   | 7 tháng 7, 1979    |
| 85 | "Cá bơi trên không" "Yuu Rei no Hoshimono" (ゆうれいの干物)                                                | 9 tháng 7, 1979    |
| 86 | "Đến trường bằng cung tên" "Yumi ya de Gakkou He" (弓やで学校へ)                                           | 10 tháng 7, 1979   |
| 87 | "Ngôi nhà ốc sên" "Dendenhausu Ha Kiraku Da na" (デンデンハウスは気楽だな)                                 | 11 tháng 7, 1979   |
| 88 | "Quảng cáo qua gương" "Kagami de Komāsharu" (かがみでコマーシャル)                                         | 12 tháng 7, 1979   |
| 89 | "Máy chế tạo con người" "Ningen Seizou Ki" (人間製造機)                                                    | 13 tháng 7, 1979   |
| 90 | "Đánh cắp viên kim cương của mẹ" "Mama no Daiya o Nusumidase" (ママのダイヤを盗み出せ)                     | 14 tháng 7, 1979   |
| 91 | "Chào mừng đến lâu đài ma quái (Phần đầu)" "Yuu Rei Jou He Hik Koshi (Zen)" (ゆうれい城へ引っこし（前）)   | 16 tháng 7, 1979   |
| 92 | "Chào mừng đến lâu đài ma quái (Phần cuối)" "Yuu Rei Jou He Hik Koshi (Go)" (ゆうれい城へ引っこし（後）)   | 17 tháng 7, 1979   |
| 93 | "Phấn bơi" "Don Bura Ko" (ドンブラ粉)                                                                      | 18 tháng 7, 1979   |
| 94 | "Cây dù tình yêu" "Aiai Parasoru" (あいあいパラソル)                                                       | 19 tháng 7, 1979   |
| 95 | "Không cần du lịch cũng có ảnh" "Ika Nai Ryokou no Kinen Shashin" (行かない旅行の記念写真)                 | 20 tháng 7, 1979   |
| 96 | "Đặt hàng tương lai" "Mirai kara no Kaimono" (未来からの買いもの)                                          | 21 tháng 7, 1979   |
| 97 | "Kem người sói" "O Okami Otoko Kurīmu" (おおかみ男クリーム)                                                | 23 tháng 7, 1979   |
| 98 | "Người khổng lồ xuất hiện" "Oootoko ga de Ta zo" (大男が出たぞ)                                            | 24 tháng 7, 1979   |
| 99 | "Vị vua của thế giới ban đêm" "Yoru no Sekai no Ousama Da!" (夜の世界の王さまだ！)                         | 25 tháng 7, 1979   |
| 100 | "Thẻ ưu tiên" "Ōrumaitipasu" (オールマイティパス)                                                          | 26 tháng 7, 1979   |
| 101 | "Công tắc độc tài" "Do Kusai Suicchi" (どくさいスイッチ)                                                   | 27 tháng 7, 1979   |
| 102 | "Cây kéo cắt bóng" "Kage Gari" (かげがり)                                                                  | 28 tháng 7, 1979   |
| 103 | "Máy tên lửa dọn nhà" "Roketto Sou Juu Kun Ren Ki" (ロケットそうじゅうくんれん機)                          | 30 tháng 7, 1979   |
| 104 | "Muốn ăn phải lăn vào bếp" "Tatami no Tanbo" (タタミの田んぼ)                                              | 31 tháng 7, 1979   |
| 105 | "Máy đo tốc độ" "Supīdo Doke I" (スピードどけい)                                                           | 1 tháng 8, 1979    |
| 106 | "Tổ tiên của chúng mình" "Hora Fuki Go Senzo" (ホラふき御先祖)                                             | 2 tháng 8, 1979    |
| 107 | "Taro trung thực" "Sei Naotarou" (正直太郎)                                                                | 3 tháng 8, 1979    |
| 108 | "Điều khiển biểu hiện" "Hyoujou Kontorōrā" (表情コントローラー)                                            | 4 tháng 8, 1979    |
| 109 | "Xin chào người vũ trụ (Phần đầu)" "Harō Uchuu Jin (Zen)" (ハロー宇宙人（前）)                             | 6 tháng 8, 1979    |
| 110 | "Xin chào người vũ trụ (Phần cuối)" "Harō Uchuu Jin (Go)" (ハロー宇宙人（後）)                             | 7 tháng 8, 1979    |
| 111 | "Lời dự báo thật sự về vận may" "Bero Shou Uranai Ooatari!" (ベロ相うらない大当たり！)                     | 8 tháng 8, 1979    |
| 112 | "Ngọn đèn ma quái" "Modori Raito" (もどりライト)                                                           | 9 tháng 8, 1979    |
| 113 | "Thuốc thay đổi tính nết" "Jikiruhaido" (ジキルハイド)                                                     | 10 tháng 8, 1979   |
| 114 | "Máy phác họa ký ức" "Kotae Ha Ichi Hatsu! Mikomi Hou Ki" (答えは一発！みこみ予ほう機)                     | 11 tháng 8, 1979   |
| 115 | "Thành lập công ty cho mèo" "Neko ga Kaisha o Tsukut Ta yo" (ネコが会社を作ったよ)                         | 13 tháng 8, 1979   |
| 116 | "Danh sách bạn gái" "Gārufurendo Katarogu" (ガールフレンドカタログ)                                        | 14 tháng 8, 1979   |
| 117 | "Kính lấy đồ vật" "Te Nitori Bouenkyou" (手にとり望遠鏡)                                                   | 15 tháng 8, 1979   |
| 118 | "Nhà càng lúc càng xa" "Ie ga Dandan Tooku Naru" (家がだんだん遠くなる)                                    | 16 tháng 8, 1979   |
| 119 | "Chữ Y thuyết phục" "Y Rou Sakusen" (Ｙロウ作戦)                                                           | 17 tháng 8, 1979   |
| 120 | "Một mình trên hoang đảo" "Mujintou He Iede" (無人島へ家出)                                                | 18 tháng 8, 1979   |
| 121 | "Tớ không thể học bài ở Shahara" "Saharasabaku de Benkyou Ha Deki Nai" (サハラ砂漠で勉強はできない)        | 20 tháng 8, 1979   |
| 122 | "Dễ thương dễ ghét" "Nikumenain" (ニクメナイン)                                                            | 21 tháng 8, 1979   |
| 123 | "Gương nịnh hót" "Uso Tsuki Kagami" (うそつきカガミ)                                                       | 22 tháng 8, 1979   |
| 124 | "Sợi dây có phép" "Nagē Nage na wa" (ナゲーなげなわ)                                                       | 23 tháng 8, 1979   |
| 125 | "Ngôi nhà người vũ trụ" "Uchuu Jin no Ie?" (宇宙人の家？)                                                  | 24 tháng 8, 1979   |
| 126 | "Chiếc vòng kim cô" "Aku no Michi o Susume!" (悪の道を進め！)                                              | 25 tháng 8, 1979   |
| 127 | "Chuyển đổi giới tính" "Otokonna o Nome Ba?" (オトコンナを飲めば？)                                        | 27 tháng 8, 1979   |
| 128 | "Lá hồ ly" "Doron Ha" (ドロン葉)                                                                           | 28 tháng 8, 1979   |
| 129 | "Búa khôi phục trí nhớ" "Wasure Tonkachi" (わすれとんかち)                                                 | 29 tháng 8, 1979   |
| 130 | "Cười là liều thuốc bổ" "Warat Te Kuraso U" (わらってくらそう)                                             | 30 tháng 8, 1979   |
| 131 | "Ánh trăng và tiếng côn trùng" "Tsuki no Hikari to Mushi no Koe" (月の光と虫の声)                          | 31 tháng 8, 1979   |
| 132 | "Tìm thấy Tsuchinoko" "Tsuchinoko Mitsuke Ta!" (ツチノコ見つけた！)                                        | 1 tháng 9, 1979    |
| 133 | "Tarzan vũ trụ (Phần đầu)" "Uchuu Tāzan (Zen)" (宇宙ターザン（前）)                                        | 3 tháng 9, 1979    |
| 134 | "Tarzan vũ trụ (Phần cuối)" "Uchuu Tāzan (Go)" (宇宙ターザン（後）)                                        | 4 tháng 9, 1979    |
| 135 | "Bài tập lái ô tô" "Minikā Kyoushuujo" (ミニカー教習所)                                                    | 5 tháng 9, 1979    |
| 136 | "Cỗ máy thời gian" "Tamashiimumashin" (タマシイムマシン)                                                   | 6 tháng 9, 1979    |
| 137 | "Đi tìm đá quý trong dạ dày" "Tatoe I no Naka Mizu no Naka" (たとえ胃の中水の中)                           | 7 tháng 9, 1979    |
| 138 | "Kênh truyền hình giấc mơ" "Yume no Channeru" (ゆめのチャンネル)                                           | 8 tháng 9, 1979    |
| 139 | "Đèn tiến hoá-thoái hóa" "Shinka Taika Houshasen Gen" (進化退化放射線源)                                   | 10 tháng 9, 1979   |
| 140 | "Siêu giáp" "Urutora Yoroi" (ウルトラよろい)                                                               | 11 tháng 9, 1979   |
| 141 | "Du lịch suối nước nóng" "Onsen Ryokou" (温泉旅行)                                                         | 12 tháng 9, 1979   |
| 142 | "Nếu Jaian là siêu nhân" "Moshimo Jaian ga Sūpāman ni Nat Tara" (もしもジャイアンがスーパーマンになったら) | 13 tháng 9, 1979   |
| 143 | "Máy con rối người" "Ningen Ayatsuri Ki" (人間あやつり機)                                                  | 14 tháng 9, 1979   |
| 144 | "Áo khoác thám hiểm" "Ōbā.Ōbā" (オーバー・オーバー)                                                        | 15 tháng 9, 1979   |
| 145 | "Trò chơi đi tìm kho báu" "Takara sa ga shi Gokko Setto" (宝さがしごっこセット)                            | 17 tháng 9, 1979   |
| 146 | "Nhà khảo cổ lừng danh" "Kaseki Daihakken!" (化石大発見！)                                                 | 18 tháng 9, 1979   |
| 147 | "Chiếc gậy răn đe" "Bikkuri Bako Sutekki" (びっくり箱ステッキ)                                             | 19 tháng 9, 1979   |
| 148 | "Gương soi quá khứ" "Yukkuri Hansha Zou Kin" (ゆっくり反射ぞうきん)                                        | 20 tháng 9, 1979   |
| 149 | "Căn nhà ăn thịt người" "Hito Kui Hausu" (人喰いハウス)                                                    | 21 tháng 9, 1979   |
| 150 | "Con chuột và quả bom" "Nezumi Tobaku Da N" (ネズミとばくだん)                                             | 22 tháng 9, 1979   |
| 151 | "Viên thuốc "như ý"" "Sounaru Jou" (ソウナルじょう)                                                        | 24 tháng 9, 1979   |
| 152 | "Mũ trải nghiệm" "Esupā Boushi" (エスパーぼうし)                                                           | 25 tháng 9, 1979   |
| 153 | "Đánh thức trí nhớ" "Mi Ta Mama Sukōpu" (見たままスコープ)                                                 | 26 tháng 9, 1979   |
| 154 | "Máy điều khiển con người" "Ningen Rajikon" (人間ラジコン)                                                 | 27 tháng 9, 1979   |
| 155 | "Kiếm điện quang" "Meitou'Denkou Maru'" (名刀「電光丸」)                                                   | 28 tháng 9, 1979   |
| 156 | "Thuốc phóng đại thói hư tật xấu" "Kuse Naoshi Gasu" (くせなおしガス)                                      | 29 tháng 9, 1979   |
| 157 | "Thiên sứ chỉ đường" "Michibikienzeru" (ミチビキエンゼル)                                                  | 1 tháng 10, 1979   |
| 158 | "Máy tạo nỗi sợ" "Niga Te Tsukuri Ki" (にがてつくり機)                                                     | 2 tháng 10, 1979   |
| 159 | "Bé bão anh hùng" "Taifuu no Fū Ko" (台風のフー子)                                                         | 3 tháng 10, 1979   |
| SP1 | "Ao cá trong phòng học" "Benkyō beya no tsuri bori" (勉強べやのつりぼり)                                   | 3 tháng 10, 1979   |
| 160 | "Sự nhầm lẫn tai hại" "Mie Naku Naru me Gusu Ri" (見えなくなる目ぐすり)                                    | 4 tháng 10, 1979   |
| 161 | "Phù hiệu cấp hàm" "Kaikyuu Wappen" (階級ワッペン)                                                         | 5 tháng 10, 1979   |
| 162 | "Bố cũng biết làm nũng" "Papa mo Amaen Bo" (パパもあまえんぼ)                                              | 6 tháng 10, 1979   |
| 163 | "Nước tắm tạo ảo giác" "I Nai I Nai Shawā" (いないいないシャワー)                                          | 8 tháng 10, 1979   |
| 164 | "Người vô hình" "Ishikoro Boushi" (石ころぼうし)                                                           | 9 tháng 10, 1979   |
| 165 | "Côn trùng linh cảm" "Yo Kan Chuu" (よかん虫)                                                              | 10 tháng 10, 1979  |
| 166 | "Bắt chó làm ngựa" "Hai Dou Tadu na" (はいどうたづな)                                                      | 11 tháng 10, 1979  |
| 167 | "Hộp yêu cầu" "Pōtaburu Kokkai" (ポータブル国会)                                                           | 12 tháng 10, 1979  |
| 168 | "Chậm-nhanh, nhanh-chậm" "Noronoro Jitabata" (のろのろじたばた)                                            | 13 tháng 10, 1979  |
| 169 | "Thiết bị theo dõi dấu vết" "Torēsā Bajj I" (トレーサーバッジ)                                             | 15 tháng 10, 1979  |
| 170 | "Ông bố Nobita" "Rippa na Papa ni Naru zo!" (りっぱなパパになるぞ！)                                       | 16 tháng 10, 1979  |
| 171 | "Chim nhắc nhở" "Wasure Tori" (わすれ鳥)                                                                   | 17 tháng 10, 1979  |
| 172 | "Máy bán hàng siêu hiện đại" "Jidou Hanbai Taimu Mashin" (自動販売タイムマシン)                            | 18 tháng 10, 1979  |
| 173 | "Ống kính quay lén" "Kossori Kamera" (こっそりカメラ)                                                      | 19 tháng 10, 1979  |
| 174 | "Bàn tay ma thuật" "Majikku Hando" (マジックハンド)                                                        | 20 tháng 10, 1979  |
| 175 | "Kẹo đẩy lùi âm thanh" "Oso Da Ame" (おそだアメ)                                                           | 22 tháng 10, 1979  |
| 176 | "Ông nội trong giấc mơ" "Yumemakura no Ojiisan" (夢まくらのおじいさん)                                     | 23 tháng 10, 1979  |
| 177 | "Robot giấy" "Robotto Pēpā" (ロボットペーパー)                                                             | 24 tháng 10, 1979  |
| 178 | "Võ sĩ đai đen" "Kuro Obi Nobita" (黒おびのび太)                                                           | 25 tháng 10, 1979  |
| 179 | "Máy dung hợp" "Urutora Mikisā" (ウルトラミキサー)                                                         | 26 tháng 10, 1979  |
| 180 | "Hòn đảo Nobita" "Mujintou no Tsukurikata" (無人島の作り方)                                                | 27 tháng 10, 1979  |
| 181 | "Gậy ông đập lưng ông" "Taifuu Hassei Ki" (台風発生機)                                                     | 29 tháng 10, 1979  |
| 182 | "Máy lai giống động - thực vật" "Shinshu Shokubutsu Sei Zou Ki" (新種植物せいぞう機)                       | 30 tháng 10, 1979  |
| 183 | "Những kẻ chê tiền" "Okane no Ira Nai Sekai" (お金のいらない世界)                                          | 31 tháng 10, 1979  |
| 184 | "Đảo ngược sức mạnh" "Abekonbe" (アベコンベ)                                                               | 1 tháng 11, 1979   |
| 185 | "Thà thú tội còn hơn" "Dairigamu" (ダイリガム)                                                             | 2 tháng 11, 1979   |
| 186 | "Kim cương bất hạnh" "Akuun Daiya" (悪運ダイヤ)                                                            | 3 tháng 11, 1979   |
| 187 | "Con chẳng lấy tiền đâu" "Okane nanka Dai Kirai!" (お金なんか大きらい！)                                   | 5 tháng 11, 1979   |
| 188 | "Kẹo cao su tạo khẩu vị" "O Suso Wake Gamu" (おすそわけガム)                                               | 6 tháng 11, 1979   |
| 189 | "Kho báu của Nobisaemon" "Nobi Hidari e mon no Hihou" (のび左エ門の秘宝)                                   | 7 tháng 11, 1979   |
| 190 | "Lịch trình theo dõi" "Sukejūru Doke I" (スケジュールどけい)                                               | 8 tháng 11, 1979   |
| 191 | "Nguy hiểm! Mặt nạ sư tử" "Ayaushi! Raion Kamen" (あやうし！ライオン仮面)                                  | 9 tháng 11, 1979   |
| 192 | "Pero! Hãy sống lại đi" "Pero! Ikikaette" (ペロ！生きかえって)                                             | 10 tháng 11, 1979  |
| 193 | "Người bạn trong tim Jaian" "Jaian no Kokoro no Tomo" (ジャイアンの心の友)                                 | 12 tháng 11, 1979  |
| 194 | "Viễn cổ phiêu lưu kí" "Dai Mukashi Hyouryuu Ki" (大むかし漂流記)                                          | 13 tháng 11, 1979  |
| 195 | "Đại bác bất cứ đâu" "Doko Demo Dai Hou" (どこでも大ほう)                                                  | 14 tháng 11, 1979  |
| 196 | "Cá bay trên không" "Sora Tobu Sakana" (空とぶさかな)                                                      | 15 tháng 11, 1979  |
| 197 | "Nobita của Nobita" "Nobita no Nobita" (のび太ののび太)                                                    | 16 tháng 11, 1979  |
| 198 | "Cây thiên vị" "Hii Ki" (ひい木)                                                                           | 17 tháng 11, 1979  |
| 199 | "Bộ đồ Sherlock Holmes" "Shārokku.Hōmuzu Setto" (シャーロック・ホームズセット)                             | 19 tháng 11, 1979  |
| 200 | "Robot trẻ con" "Kodomo Robotto" (小人ロボット)                                                            | 20 tháng 11, 1979  |
| 201 | "Isshunboshi" "Issu N Boushi" (いっすんぼうし)                                                             | 21 tháng 11, 1979  |
| 202 | "Máy ảnh tạo mốt" "Kise ka e Kamera" (きせかえカメラ)                                                      | 22 tháng 11, 1979  |
| 203 | "Doraemon làm thầy bói" "Kanarazu Ataru Tesou Setto" (かならず当たる手相セット)                            | 23 tháng 11, 1979  |
| 204 | "Biển báo thời tiết" "Ōru Shīzun Bacchi" (オールシーズンバッチ)                                            | 24 tháng 11, 1979  |
| 205 | "Tấm vải hộ thân" "Hirari Manto" (ひらりマント)                                                            | 26 tháng 11, 1979  |
| 206 | "Mũ tạo giấc mơ" "Tachi Yume Bou" (立ちユメぼう)                                                           | 27 tháng 11, 1979  |
| 207 | "Ngôi nhà biết bay" "Achikochi Hikkoso U" (あちこちひっこそう)                                             | 28 tháng 11, 1979  |
| 208 | "Câu chuyện cảm động" "Jīn to Kandou Suru Hanashi" (ジーンと感動する話)                                    | 29 tháng 11, 1979  |
| 209 | "Nhật ký dự định" "Arakajime Nikki Ha Osoroshii" (あらかじめ日記はおそろしい)                              | 30 tháng 11, 1979  |
| 210 | "Gối ước mơ" "Utsutsu Makura" (うつつまくら)                                                               | 1 tháng 12, 1979   |
| 211 | "Sân trượt tuyết trong hộp" "Hako Niwa Sukī Jou" (はこ庭スキー場)                                          | 3 tháng 12, 1979   |
| 212 | "Máy ghi âm bằng hơi nước" "Yakanrekōdā" (ヤカンレコーダー)                                                | 4 tháng 12, 1979   |
| 213 | "Găng tay đổ lỗi" "Tacchi Tebukuro" (タッチ手ぶくろ)                                                       | 5 tháng 12, 1979   |
| 214 | "Tuyết nóng quá" "Yuki de Acchicchi" (雪でアッチッチ)                                                      | 6 tháng 12, 1979   |
| 215 | "Cây bút tàng hình" "Naisho Pen" (ないしょペン)                                                            | 7 tháng 12, 1979   |
| 216 | "Trở về thời tiền sử" "Sekki Jidai no Ousama ni" (石器時代の王さまに)                                      | 8 tháng 12, 1979   |
| 217 | "Bật lửa đạo diễn" "Raitā Shibai" (ライター芝居)                                                           | 10 tháng 12, 1979  |
| 218 | "Ảo thuật phân thân" "Ningyou Asobi" (人形あそび)                                                          | 11 tháng 12, 1979  |
| 219 | "Ngọn đèn Kaidan" "Kaidan Ranpu" (怪談ランプ)                                                              | 12 tháng 12, 1979  |
| 220 | "Trại nuôi bánh kẹo" "Okashi Bokusou" (おかし牧草)                                                         | 13 tháng 12, 1979  |
| 221 | "Chìa khoá thần kỳ" "Goma Rokku" (ゴマロック)                                                              | 14 tháng 12, 1979  |
| 222 | "Súng vẽ từ xa" "Raku ga Ki Juu" (らくがきじゅう)                                                          | 15 tháng 12, 1979  |
| 223 | "Cùng vẽ mặt nào" "Keshigomu de Nopperabou" (消しゴムでノッペラボウ)                                       | 17 tháng 12, 1979  |
| 224 | "Những cái ô rắc rối" "Okashina Okashina Kasa" (おかしなおかしなかさ)                                      | 18 tháng 12, 1979  |
| 225 | "Chiếc mũ thiện xạ" "Ēsu Kyappu" (エースキャップ)                                                          | 19 tháng 12, 1979  |
| 226 | "Trò chơi thế kỷ tương lai" "Hyaku Nen Go no Furoku" (百年後のフロク)                                      | 20 tháng 12, 1979  |
| 227 | "Diễn viên đắt giá" "Shuyaku Hamekomi Ki" (主役はめこみ機)                                                 | 21 tháng 12, 1979  |
| 228 | "Tương cay đắng ngọt" "Kurou Miso" (くろうみそ)                                                            | 22 tháng 12, 1979  |
| 229 | "Thể thao là vị thuốc thần" "Asurechikku Hausu" (アスレチックハウス)                                       | 24 tháng 12, 1979  |
| 230 | "Tấm vé số độc đắc" "Takarakuji Ooatari" (宝くじ大当たり)                                                  | 25 tháng 12, 1979  |
| 231 | "Thuốc nhân số lượng" "Baibain" (バイバイン)                                                               | 26 tháng 12, 1979  |
| 232 | "Vị khách không mời mà tới" "Iya na Okyaku no Kaeshi Kata" (いやなお客の帰し方)                            | 27 tháng 12, 1979  |
| 233 | "Cuộc tập kích trên không" "Tedukuri Misairu Dai Sakusen" (手づくりミサイル大作戦)                         | 28 tháng 12, 1979  |
| 234 | "Em trai Nobita" "Otouto o Tsukuro U" (弟をつくろう)                                                       | 29 tháng 12, 1979  |
| 235 | "Tiếng hát đuổi côn trùng" "Kyou Onpa Hasshin Ki" (狂音波発振機)                                           | 31 tháng 12, 1979  |

### Năm 1980
| #   | Tên tập phim | Ngày phát sóng gốc   |
| --- | --- | -------------------- |
| SP2 | "Năm mới trên cỗ máy thời gian" "Taimu mashin de oshōgatsu" (タイムマシンでお正月)                                                                          | 1 tháng 1 năm 1980   |
| SP3 | "Bách khoa toàn thư thật đáng kinh ngạc của Doraemon" "Doraemon no bikkuri zen hyakka" (ドラえもんのびっくり全百科)                                         | 2 tháng 1 năm 1980   |
| SP4 | "Con voi và người bác" "Zō to ojisan" (ゾウとおじさん) | 3 tháng 1 năm 1980   |
| 236 | ""Máy "gỡ rối tình thế"" "Shichiji ni Nani ka ga Okoru" (七時に何かがおこる)                                                                                | 4 tháng 1 năm 1980   |
| 237 | "Sợi dây hoán đổi" "Irekae Rōpu" (入れかえロープ) | 5 tháng 1 năm 1980   |
| 238 | "Đồng hồ tốc độ" "Maddo.uocchi" (マッド・ウオッチ) | 7 tháng 1 năm 1980   |
| 239 | "Máy chuyển đổi quang cảnh bên khung cửa sổ" "Ma Do Keshiki Kirikae Ki" (まどけしききりかえ機)                                                              | 8 tháng 1 năm 1980   |
| 240 | "Bàn tập trượt tuyết" "Benkyou Be ya no Dai Nadare" (勉強べやの大なだれ)                                                                                    | 9 tháng 1 năm 1980   |
| 241 | "King Kong" "Kingukongu" (キングコング) | 10 tháng 1 năm 1980  |
| 242 | "Tớ là Mari (Phần đầu)" "Boku, Mari Chan Da yo (Zen)" (ぼく、マリちゃんだよ（前）)                                                                          | 11 tháng 1 năm 1980  |
| 243 | "Tớ là Mari (Phần cuối)" "Boku, Mari Chan Da yo (Go)" (ぼく、マリちゃんだよ（後）)                                                                          | 12 tháng 1 năm 1980  |
| 244 | "Hình ảnh cảm tạ" "Imēji Tou" (イメージとう) | 14 tháng 1 năm 1980  |
| 245 | "Trượt tuyết trong công viên !!" "Kouen de Sukī wo!!" (公園でスキーを!!)                                                                                    | 15 tháng 1 năm 1980  |
| 246 | "Chuông mộng du" "Yume Fuu Rin" (ゆめふうりん) | 16 tháng 1 năm 1980  |
| 247 | "Ẩn mình bám chặt" "Itadaki Shou Ban" (いただき小ばん) | 17 tháng 1 năm 1980  |
| 248 | "Máy của chủ sở hữu" "Mochinushi Ate Ki" (持ち主あて機) | 18 tháng 1 năm 1980  |
| 249 | "Cánh cửa đường tắt" "Pusshu Doa" (プッシュドア) | 19 tháng 1 năm 1980  |
| 250 | "Robot vẫn hoàn robot" "Robottā" (ロボッター) | 21 tháng 1 năm 1980  |
| 251 | "Thanh hoạt động thể chất" "Mi Gawari Bā" (身がわりバー) | 22 tháng 1 năm 1980  |
| 252 | "Câu chuyện lột da" "Karada no Kawa o Hagu Hanashi" (からだの皮をはぐ話)                                                                                    | 23 tháng 1 năm 1980  |
| 253 | "Hộp lưu trữ thời gian" "Jikan Chokin Bako" (時間貯金箱) | 24 tháng 1 năm 1980  |
| 254 | "Hạt dẻ ngoại cảm" "Tere Pashii" (テレぱしい) | 25 tháng 1 năm 1980  |
| 255 | "Bức tranh vô giá" "Kono e 600 Man En" (この絵600万円) | 26 tháng 1 năm 1980  |
| 256 | "Tủ điện thoại yêu cầu" "Moshimo Bokkusu" (もしもボックス)                                                                                                  | 28 tháng 1 năm 1980  |
| 257 | "Nước lã hóa rượu" "You Rou o Tsumami" (ようろうおつまみ)                                                                                                   | 29 tháng 1 năm 1980  |
| 258 | "Bộ truyền cảm" "Kono Kaze Utsushi Masu" (このかぜうつします)                                                                                               | 30 tháng 1 năm 1980  |
| 259 | "Robot ngoại cảm" "Telepath Robot" (テレパスロボット) | 31 tháng 1 năm 1980  |
| 260 | "Cánh diều gây họa" "Sora de Ason Ja Abunai yo" (空であそんじゃあぶないよ)                                                                                  | 1 tháng 2 năm 1980   |
| 261 | "Ống nhòm xuyên tường" "Sukesuke Bouenkyou" (スケスケ望遠鏡)                                                                                                | 2 tháng 2 năm 1980   |
| 262 | "Bình hơi phản ứng" "Monomōsu" (モノモース) | 4 tháng 2 năm 1980   |
| 263 | "Vụ kinh doanh bất thành" "Heya no Naka no Dai Shizen" (へやの中の大自然)                                                                                   | 5 tháng 2 năm 1980   |
| 264 | "Bản năng tự vệ" "Doubutsu ga Ta Nigedashi Ji" (動物がたにげだしじょう)                                                                                     | 6 tháng 2 năm 1980   |
| 265 | "Thuốc Yasser" "Yasēru" (ヤセール) | 7 tháng 2 năm 1980   |
| 266 | "Cây búa thần kỳ" "Uchi de no Koduchi" (うちでの小づち) | 8 tháng 2 năm 1980   |
| 267 | "Nỗi oan của Suneo" "Jitsubutsu Rittai Nikkou Shashin" (実物立体日光写真)                                                                                   | 9 tháng 2 năm 1980   |
| 268 | "Đồng hồ báo nguy" "Sainan ni Kakoma Re Ta Hanashi" (さいなんにかこまれた話)                                                                                | 11 tháng 2 năm 1980  |
| 269 | "Bóng đèn chiếu tối" "Yoru o Uri Masu" (夜を売ります) | 12 tháng 2 năm 1980  |
| 270 | "Hãy quý những gì mình đang có" "Arigatamiwakari Ki" (アリガタミワカリ機)                                                                                   | 13 tháng 2 năm 1980  |
| 271 | "Đầu bếp Jaian" "Jaianshichū" (ジャイアンシチュー) | 14 tháng 2 năm 1980  |
| 272 | "Bể bơi trong nhà" "Rūmu Marason" (ルームマラソン) | 15 tháng 2 năm 1980  |
| 273 | "Công ty báo giả vờ" "Shinbun Sha Gokko Setto" (新聞社ごっこセット)                                                                                         | 18 tháng 2 năm 1980  |
| 274 | "Chiếc hộp Pandora" "Pandora Bokkusu" (パンドラボックス) | 19 tháng 2 năm 1980  |
| 275 | "Tập lái xe trên mô hình" "Rajikonshumirētā de Buttobase" (ラジコンシュミレーターでぶっとばせ)                                                              | 20 tháng 2 năm 1980  |
| 276 | "Bộ điều khiển hành vi" "Kinniku Kontorōrā" (筋肉コントローラー)                                                                                            | 21 tháng 2 năm 1980  |
| 277 | "Kính lúp đo cảm nghĩ" "Go Ki Gen Mētā" (ごきげんメーター)                                                                                                  | 22 tháng 2 năm 1980  |
| 278 | "Máy thôi miên" "Sai Min Ki" (さいみん機) | 23 tháng 2 năm 1980  |
| 279 | "Cửa hiệu cầm đồ" "Jidou Shichiya Ki" (自動質屋機) | 25 tháng 2 năm 1980  |
| 280 | "Đố vui có thưởng" "Kuizugēmumashin" (クイズゲームマシン)                                                                                                   | 26 tháng 2 năm 1980  |
| 281 | "Trốn khỏi địa cầu" "Chikyuu Dasshutsu Keikaku" (地球脱出計画)                                                                                              | 27 tháng 2 năm 1980  |
| 282 | "Những tài năng nghệ thuật" "Robotto ga Homere Ba" (ロボットがほめれば)                                                                                     | 28 tháng 2 năm 1980  |
| 283 | "Sự lãng mạn trên đỉnh núi tuyết" "Yukiyama no Romansu" (雪山のロマンス)                                                                                    | 29 tháng 2 năm 1980  |
| 284 | "Hoa lãng quên" "Wasurero Kusa" (わすれろ草) | 1 tháng 3 năm 1980   |
| 285 | "100 lần bị tra tấn" "Hyaku Ku Taimā" (百苦タイマー) | 3 tháng 3 năm 1980   |
| 286 | "Vận động viên Maratông" "Muriyaritorepan" (ムリヤリトレパン)                                                                                               | 4 tháng 3 năm 1980   |
| 287 | "Kẹo trừng phạt" "Shitsuke Kyandē" (しつけキャンデー) | 5 tháng 3 năm 1980   |
| 288 | "Mũ tưởng tượng" "Jikkan Bou" (実感帽) | 6 tháng 3 năm 1980   |
| 289 | "Chúng mình là anh em" "Kyoudai Shīru" (兄弟シール) | 7 tháng 3 năm 1980   |
| 290 | "Viên côn trùng" "Konchū ni" (コンチュー丹) | 8 tháng 3 năm 1980   |
| 291 | "Cỗ máy thời gian" "Taimu Mashin" (タイムマシン) | 10 tháng 3 năm 1980  |
| 292 | "Loa thôi miên đồ vật" "Mu Seibutsu Sai Min Mega Fon" (無生物さいみんメガフォン)                                                                            | 11 tháng 3 năm 1980  |
| 293 | "Đường tàu tránh tai nạn" "Fumikiri Setto" (ふみきりセット)                                                                                                 | 12 tháng 3 năm 1980  |
| 294 | "Trò chơi Boomerang" "Suriru Būmeran" (スリルブーメラン) | 13 tháng 3 năm 1980  |
| 295 | "Cọng rơm may mắn"" "Chōjawarashibe" (チョージャワラシベ)                                                                                                   | 14 tháng 3 năm 1980  |
| 296 | "Dàn nhạc diễn cảm" "Mūdo Mori Age Gakudan Toujou!" (ムードもり上げ楽団登場！)                                                                              | 15 tháng 3 năm 1980  |
| 297 | "Tên lửa nhận diện" "Misairu ga Ot Te Kuru" (ミサイルが追ってくる)                                                                                          | 17 tháng 3 năm 1980  |
| 298 | "Bánh "thần phục"" "Kōmon Ji" (コーモンじょう) | 18 tháng 3 năm 1980  |
| 299 | "Điện thoại đặt hàng" "Demae Denwa" (出前電話) | 19 tháng 3 năm 1980  |
| 300 | "Tái tạo thời gian" "Mushakushakā Tto Ki Tara" (ムシャクシャカーっときたら)                                                                                 | 20 tháng 3 năm 1980  |
| 301 | "Thuốc giải cứu cấp bách" "Pinchi no Toki ni Tasukeron" (ピンチの時にタスケロン)                                                                            | 21 tháng 3 năm 1980  |
| 302 | "Huy hiệu cổ tích" "O Hanashi Bajj I" (おはなしバッジ) | 22 tháng 3 năm 1980  |
| 303 | "Nguy hiểm! Đầu của Gorgon" "Kyoufu!! Gorugon no Kubi" (恐怖!!ゴルゴンの首)                                                                                 | 24 tháng 3 năm 1980  |
| 304 | "Người bạn tri âm" "Kappurutesutobajj I" (カップルテストバッジ)                                                                                             | 25 tháng 3 năm 1980  |
| 305 | "Bức thư tai họa" "Fukou no Tegami Doukou kai" (不幸の手紙同好会)                                                                                           | 26 tháng 3 năm 1980  |
| 306 | "Mũ họa sĩ" "Mi Ta Mama Berē de Tensai Gaka" (みたままベレーで天才画家)                                                                                     | 27 tháng 3 năm 1980  |
| 307 | "Máy đàm thoại giả tưởng" "Kakuu Tsuuwa Adaputā" (架空通話アダプター)                                                                                       | 28 tháng 3 năm 1980  |
| 308 | "Anh thích em lắm đó" "Suki de Tama Ra Nyai" (好きでたまらニャイ)                                                                                           | 29 tháng 3 năm 1980  |
| 309 | "Áo choàng bay của Shizuka" "Shizu Chan no Ha goro mo" (しずちゃんのはごろも)                                                                               | 30 tháng 3 năm 1980  |
| 310 | "Bay giữa trời thật êm ái" "Sora de Fuwafuwa" (空でふわふわ)                                                                                                | 1 tháng 4 năm 1980   |
| 311 | "Bùa thiên như ý" "Ta Mokuteki o Mamori" (多目的おまもり)                                                                                                   | 2 tháng 4 năm 1980   |
| 312 | "Nghệ thuật làm truyện tranh" "'Kan Dumekan' de Manga o!" (「かんづめかん」でまんがを！)                                                                    | 3 tháng 4 năm 1980   |
| 313 | "Chim thu thuế" "Zeikin Tori" (税金鳥) | 4 tháng 4 năm 1980   |
| 314 | "Hạt tiêu đại bác" "Baku Hatsu Koshou" (ばくはつこしょう)                                                                                                   | 7 tháng 4 năm 1980   |
| 315 | "Thuốc "đánh dấu chủ quyền"" "Nawabariekisu" (ナワバリエキス)                                                                                               | 8 tháng 4 năm 1980   |
| SP5 | "Dora Q. Perman" "Dora. Q. Perman" (ドラ.Q.パーマン) | 8 tháng 4 năm 1980   |
| SP6 | "Dorami xuất hiện! Nobita dưới đáy biển" "O matase Dorami-chan Hatsu Tōjō! Nobita no Kaitei Haikingu" (おまたせドラミちゃん初登場! のび太の海底ハイキング)  | 8 tháng 4 năm 1980   |
| SP7 | "Bách khoa toàn thư thật đáng kinh ngạc ~Doraemon và Dorami~" "Bikkuri zen hyakka - Doraemon to dorami-chan-" (びっくり全百科 －ドラえもんとドラミちゃん－) | 8 tháng 4 năm 1980   |
| 316 | "Hộp khí tượng" "Kishou Shīto" (気象シート) | 9 tháng 4 năm 1980   |
| 317 | "Maji.Kon Te Nan Da?" (マジ・コンてなんだ？) | 10 tháng 4 năm 1980  |
| 318 | "Nhà ảo thuật số một" "Wasure Butsu Okuritodoke Ki" (わすれ物おくりとどけ機)                                                                                | 11 tháng 4 năm 1980  |
| 319 | "Trở thành áng mây??" "Kumo ni Nat Te??" (雲になって…？) | 14 tháng 4 năm 1980  |
| 320 | "Máy ảnh giữ đồ" "Chippoketto 2 Jigen Kamera" (チッポケット２次元カメラ)                                                                                    | 15 tháng 4 năm 1980  |
| 321 | "Viên thuốc điều khiển ý nghĩ" "'Omoikomin'" (「オモイコミン」)                                                                                             | 16 tháng 4 năm 1980  |
| 322 | "Chiếc kính thôi miên" "Sai Min Gurasu" (さいみんグラス) | 17 tháng 4 năm 1980  |
| 323 | "Bình xịt "tia may mắn"" "Shiawase o Yobu Aoi Tori" (しあわせをよぶ青い鳥)                                                                                  | 18 tháng 4 năm 1980  |
| 324 | "Leo núi sau nhà" "Niwa de Yama Nobori" (庭で山のぼり) | 21 tháng 4 năm 1980  |
| 325 | "Máy hút tiếng động" "Souon Kougai o Kandume ni shi Chae" (騒音公害をカンヅメにしちゃえ)                                                                    | 22 tháng 4 năm 1980  |
| 326 | "Pin siêu năng lượng" "Ultra Super Denchi" (ウルトラスーパー電池)                                                                                           | 23 tháng 4 năm 1980  |
| 327 | "Cơn bão mini" "Mini Tai-fū" (ミニたいふう) | 24 tháng 4 năm 1980  |
| 328 | "Làm Dorayaki với vi khuẩn" "Saikin de Dora Yaki o Tsukuro U" (細菌でドラやきを作ろう)                                                                      | 25 tháng 4 năm 1980  |
| 329 | "Giải cứu bọ cánh cứng" "Kuro Be e o Sukue" (黒べえをすくえ)                                                                                                | 28 tháng 4 năm 1980  |
| 330 | "Chìa khóa tăng tốc độ" "Neji Mai Te Hassuru!" (ネジまいてハッスル！)                                                                                       | 29 tháng 4 năm 1980  |
| 331 | "Camera theo dõi bóng người" "Kage Tori Purojekutā" (影取りプロジェクター)                                                                                  | 30 tháng 4 năm 1980  |
| 332 | "Những kẻ mê tiền" "Shi Te Nai Chokin o Tsukau Hou" (してない貯金を使う法)                                                                                  | 1 tháng 5 năm 1980   |
| 333 | "Thức ăn cho cá" "Genki Esa" (元気エサ) | 2 tháng 5 năm 1980   |
| SP8 | "Đai vàng trong mơ của Nobita" "Nobita no `Yume no Kin Medal'" (のび太の 「夢の金 メダル)                                                                   | Tháng 55 năm 1980    |
| 334 | "Mizu zo Ku Kan Gasu" (水ぞくかんガス) | 6 tháng 5 năm 1980   |
| 335 | "Tạo thêm ngày lễ" "Shukusaijitsu o Fuyaso U" (祝祭日をふやそう)                                                                                            | 7 tháng 5 năm 1980   |
| 336 | "Jukensei ni Kyouryoku!" (受験生に協力！) | 8 tháng 5 năm 1980   |
| 337 | "Choucho" (ちょうちょ) | 9 tháng 5 năm 1980   |
| 338 | "Đèn pin lộng lẫy" "Deluxe Light" (デラックスライト) | 12 tháng 5 năm 1980  |
| 339 | "Cái lỗ bí mật" "Himitsu no Nuke Ana" (秘密のぬけ穴) | 13 tháng 5 năm 1980  |
| 340 | "Thẻ định hướng" "Michi Suji Kādo" (みちすじカード) | 14 tháng 5 năm 1980  |
| 341 | "Đầu máy xe lửa hơi nước" "Jouki Kikan Sha ni Not Ta yo" (蒸気機関車に乗ったよ)                                                                             | 15 tháng 5 năm 1980  |
| 342 | "Bộ thiết bị như nhau" "Tada Mi Setto" (ただ見セット) | 16 tháng 5 năm 1980  |
| 343 | "Hơi gas hút không khí" "Inryoku Saegiri Gasu" (引力さえぎりガス)                                                                                           | 19 tháng 5 năm 1980  |
| 344 | "Tơ nhện thăng bằng" "Kumoiton" (クモイトン) | 20 tháng 5 năm 1980  |
| 345 | "Con mèo đào" "Koko Hore Nyannyan" (ここほれニャンニャン)                                                                                                   | 21 tháng 5 năm 1980  |
| 346 | "Cánh tay ma thuật" "Ma no Te ga Semaru!" (魔の手がせまる！)                                                                                                | 22 tháng 5 năm 1980  |
| 347 | "Ngôi nhà của chúng mình" "Boku Tachi dake no Ie" (ぼくたちだけの家)                                                                                        | 23 tháng 5 năm 1980  |
| 348 | "Ong tiền, ong bạc" "Kanebachi Ha Yoku Hataraku" (カネバチはよく働く)                                                                                       | 26 tháng 5 năm 1980  |
| 349 | "Máy thay đổi trọng lực" "Juuryoku Chou Setsu Ki" (重力ちょうせつ機)                                                                                        | 27 tháng 5 năm 1980  |
| 350 | "Tôi là nhà ảo thuật!" "Boku Ha Tejina shi!" (ぼくは手品師！)                                                                                               | 28 tháng 5 năm 1980  |
| 351 | "Cái ví thần" "Toriyose Baggu" (とりよせバッグ) | 29 tháng 5 năm 1980  |
| 352 | "Kuusou Renzu" (空想レンズ) | 30 tháng 5 năm 1980  |
| 353 | "Quay ngược tình huống" "Gyaku Modoshi" (逆もどし) | 2 tháng 6 năm 1980   |
| 354 | "Sho U Geki Ha Pisutoru" (しょうげき波ピストル) | 3 tháng 6 năm 1980   |
| 355 | "Sukantako" (スカンタコ) | 4 tháng 6 năm 1980   |
| 356 | "Máy chụp âm thanh" "Sound Bakachon" (サウンドバカチョン)                                                                                                   | 5 tháng 6 năm 1980   |
| 357 | "Bộ điều khiển vạn năng" "Raji Kon Nen Do" (ラジコンねん土)                                                                                                 | 6 tháng 6 năm 1980   |
| 358 | "Hành tinh hạnh phúc" "Shiawase no o Hoshi Sama" (しあわせのお星さま)                                                                                       | 9 tháng 6 năm 1980   |
| 359 | "Buổi cắm trại tuyệt vời" "Bannou Tento de Suteki na Kyanpu" (万能テントですてきなキャンプ)                                                                 | 10 tháng 6 năm 1980  |
| 360 | "Tấm séc tương lai" "Mirai Kogitte Chou" (未来小切手帳) | 11 tháng 6 năm 1980  |
| 361 | "Sư tử bé con" "Mini Pet Lion" (ミニペットライオン) | 12 tháng 6 năm 1980  |
| 362 | "Việc tốt tình cờ" "Bannou Gurasu" (万能グラス) | 13 tháng 6 năm 1980  |
| 363 | "Bộ đồ Dracula" "Dorakyurasetto" (ドラキュラセット) | 16 tháng 6 năm 1980  |
| 364 | "Chụp hình kỉ niệm" "Nen Utsushi Kamera de Kinen Shashin o" (念写カメラで記念写真を)                                                                        | 17 tháng 6 năm 1980  |
| 365 | "Nào cùng lên Blue Train" "Blue Train ni Norou" (ブルートレインにのろう)                                                                                    | 18 tháng 6 năm 1980  |
| 366 | "Con đường hạnh phúc" "Happī Puromunādo" (ハッピープロムナード)                                                                                             | 19 tháng 6 năm 1980  |
| 367 | "Ống nhòm giả định" "Kirikae Shiki Taimu Sukōpu" (切りかえ式タイムスコープ)                                                                                 | 20 tháng 6 năm 1980  |
| 368 | "Chūshin Kura de Kataki Uchi" (チューシン倉でかたきうち) | 23 tháng 6 năm 1980  |
| 369 | "Thời gian ơi, xin ngừng trôi" "Jikan yo, Tomare" (時間よ、止まれ)                                                                                          | 24 tháng 6 năm 1980  |
| 370 | "Funwari Nen Do" (ふんわりねんど) | 25 tháng 6 năm 1980  |
| 371 | "Đèn pin biến đổi chất liệu" "Zaishitsu Hen Kan Ki" (材質変かん機)                                                                                          | 26 tháng 6 năm 1980  |
| 372 | "Trượt tuyết nhưng không có tuyết" "Yuki no Nai Skiing" (雪のないスキー)                                                                                    | 27 tháng 6 năm 1980  |
| 373 | "Con ma yếu đuối" "Yowai Obake" (よわいおばけ) | 30 tháng 6 năm 1980  |
| 374 | "Họa sĩ manga" "Mangaka" (まんがか) | 1 tháng 7 năm 1980   |
| 375 | "Mi Gawari Pendanto" (みがわりペンダント) | 2 tháng 7 năm 1980   |
| 376 | "Đầu này thân nọ" "Gattai Nori" (合体ノリ) | 3 tháng 7 năm 1980   |
| 377 | "Tay đua số một" "Yon Jigen Saikuringu" (四次元サイクリング)                                                                                                | 4 tháng 7 năm 1980   |
| 378 | "Máy dựng kịch" "Ji Dou Ningyou Geki" (自どう人形げき) | 7 tháng 7 năm 1980   |
| 379 | "Ai gan dạ nhất?" "Obake Tsudura" (お化けツヅラ) | 8 tháng 7 năm 1980   |
| 380 | "Một lần làm hiệp sĩ" "Fukuromansūtsu" (フクロマンスーツ)                                                                                                   | 9 tháng 7 năm 1980   |
| 381 | "Kính kỳ ảo" "Fantagurasu" (ファンタグラス) | 10 tháng 7 năm 1980  |
| 382 | "Thẩm mĩ viện Nobita" "Teashi Nana Hon me ga Mittsu" (手足七本目が三つ)                                                                                     | 11 tháng 7 năm 1980  |
| 383 | "Amenbo U" (あめんぼう) | 14 tháng 7 năm 1980  |
| 384 | "Trò chơi cờ người" "Ningen Su goro Ku" (人間すごろく) | 15 tháng 7 năm 1980  |
| 385 | "Nước suối tâm hồn" "Kokoro Koron" (ココロコロン) | 16 tháng 7 năm 1980  |
| 386 | "In Chikara Nejimage Ki" (いん力ねじまげ機) | 17 tháng 7 năm 1980  |
| 387 | "Virus đua đòi" "Ryuukou Sei Nekoshakushibīrusu" (流行性ネコシャクシビールス)                                                                               | 18 tháng 7 năm 1980  |
| 388 | "Kururin Ji Dou Sha" (クルリンじどうしゃ) | 21 tháng 7 năm 1980  |
| 389 | "Gan Jougusuri" (がんじょうぐすり) | 22 tháng 7 năm 1980  |
| 390 | "Marui mono Ji Ishi" (まるいものじ石) | 23 tháng 7 năm 1980  |
| 391 | "Itami Hanekaeri Mirā" (いたみはねかえりミラー) | 24 tháng 7 năm 1980  |
| 392 | "Nhà báo Nobita" "Shuukan Nobita" (週刊のび太) | 25 tháng 7 năm 1980  |
| 393 | "Momo Tarou Shirushi Ki Bidango" (もも太郎印きびだんご) | 28 tháng 7 năm 1980  |
| 394 | "Búp bê may mắn" "Fuku Bin Konbi" (ふくびんコンビ) | 29 tháng 7 năm 1980  |
| 395 | "Doubutsu ni Bakeru Kyandē" (動物に化けるキャンデー) | 30 tháng 7 năm 1980  |
| 396 | "Máy đuổi người" "Hito yo Ke Jairo" (人よけジャイロ) | 31 tháng 7 năm 1980  |
| 397 | "Bút vẽ thực vật" "Shokubutsu Pen" (植物ペン) | 1 tháng 8 năm 1980   |
| 398 | "Tacchikamera de Terebi Shutsuen" (タッチカメラでテレビ出演)                                                                                                | 4 tháng 8 năm 1980   |
| 399 | "Pháo hoa ngôi sao ước nguyện" "Negai Boshi Hanabi" (ねがい星花火)                                                                                          | 5 tháng 8 năm 1980   |
| 400 | "Cách chế tạo Địa Cầu" "Chikyuu Seizou Hou" (地球製造法) | 6 tháng 8 năm 1980   |
| 401 | "Bộ sưu tập nút chai" "Ou Kan Korekushon" (王かんコレクション)                                                                                              | 7 tháng 8 năm 1980   |
| 402 | "Chuyến thám hiểm trên thuyền" "Yotto Dai Bouken" (ヨット大冒険)                                                                                            | 8 tháng 8 năm 1980   |
| SP9 | "Quái vật hồ Loch Ness" "Nesshī ga kuru!" (ネッシーが来る!)                                                                                                 | 8 tháng 8 năm 1980   |
| 403 | "Ōkē Maiku" (オーケーマイク) | 11 tháng 8 năm 1980  |
| 404 | "Cặp kính bí ẩn" "Fushigi na Megane" (ふしぎなメガネ) | 12 tháng 8 năm 1980  |
| 405 | "Dou Butsu Go Heddohon" (どうぶつごヘッドホン) | 13 tháng 8 năm 1980  |
| 406 | "Chiếc hộp bốn mùa" "Kise Tsu Kandume" (きせつカンヅメ) | 14 tháng 8 năm 1980  |
| 407 | "Mũ bảo hiểm tự tin" "Jishin Herumetto" (自信ヘルメット) | 15 tháng 8 năm 1980  |
| 408 | "Bút máy viết thư" "Mo Han Tegami Pen" (もはん手紙ペン) | 18 tháng 8 năm 1980  |
| 409 | "Anh chàng kì cục" "Ibari ya Nobita" (いばり屋のび太) | 19 tháng 8 năm 1980  |
| 410 | "Tanmauocchi" (タンマウオッチ) | 20 tháng 8 năm 1980  |
| 411 | "Geramesopunpisutoru" (ゲラメソプンピストル) | 21 tháng 8 năm 1980  |
| 412 | "Bunshin Kagami" (分身かがみ) | 22 tháng 8 năm 1980  |
| 413 | "Kenka Mashin" (ケンカマシン) | 25 tháng 8 năm 1980  |
| 414 | "Shun Kan Ritān Botan" (しゅん間リターンボタン) | 26 tháng 8 năm 1980  |
| 415 | "Bình dưỡng khí cực mạnh" "Kyouryoku Haiponpugasu" (強力ハイポンプガス)                                                                                     | 27 tháng 8 năm 1980  |
| 416 | "Jaian o Yattsukero!" (ジャイアンをやっつけろ！) | 28 tháng 8 năm 1980  |
| 417 | "Hạnh phúc của công chúa người cá" "Shiawase na Ningyo Hime" (しあわせな人魚姫)                                                                             | 29 tháng 8 năm 1980  |
| 418 | "Warikomi Bideo de Terebi Shutsuen" (わりこみビデオでテレビ出演)                                                                                            | 1 tháng 9 năm 1980   |
| 419 | "Sei Gi Rōpu" (せいぎロープ) | 2 tháng 9 năm 1980   |
| 420 | "Kyouryuu ga Ki Ta" (恐竜がきた) | 3 tháng 9 năm 1980   |
| 421 | "Doraemon tinh nghịch" "Itazura Doraemon" (いたずらドラえもん)                                                                                              | 4 tháng 9 năm 1980   |
| 422 | "Mushimegane" (虫めがね) | 5 tháng 9 năm 1980   |
| 423 | "Kono Ha de Kaimono" (この葉で買物) | 8 tháng 9 năm 1980   |
| 424 | "Toumei Penki" (透明ペンキ) | 9 tháng 9 năm 1980   |
| 425 | "Yume Gurasu" (ゆめグラス) | 10 tháng 9 năm 1980  |
| 426 | "Socola trái tim" "Kokoro Choko" (ココロチョコ) | 11 tháng 9 năm 1980  |
| 427 | "Toori Nuke Fūpu" (通りぬけフープ) | 12 tháng 9 năm 1980  |
| 428 | "Roku Ken Ki de Tanoshimo U" (録験機で楽しもう) | 15 tháng 9 năm 1980  |
| 429 | "Kumo no Nen Do" (くものねん土) | 16 tháng 9 năm 1980  |
| 430 | "Hōmumeiro" (ホームメイロ) | 17 tháng 9 năm 1980  |
| 431 | "Awa Sēru" (アワセール) | 18 tháng 9 năm 1980  |
| 432 | "Mendou Miru no Ha Docchi!?" (面倒みるのはどっち!?) | 19 tháng 9 năm 1980  |
| 433 | "Toraemon xuất hiện" "Tora e mon Toujou" (トラえもん登場)                                                                                                   | 22 tháng 9 năm 1980  |
| 434 | "Hōmu Anime o Tsukuro U" (ホームアニメを作ろう) | 23 tháng 9 năm 1980  |
| 435 | "Inu ni Nari Tai" (いぬになりたい) | 24 tháng 9 năm 1980  |
| 436 | "Dây cản nước" "Mizu yo Ke Rōpu" (水よけロープ) | 25 tháng 9 năm 1980  |
| 437 | "Bộ động vật" "Doubutsu Set" (動物セット) | 26 tháng 9 năm 1980  |
| 438 | "Ai mới là vũ nam!?" "Ame Otoko wa Dare Da!?" (雨男はだれだ!?)                                                                                              | 29 tháng 9 năm 1980  |
| 439 | "Chiếc nhẫn siêu nhiên" "Ultra Ring" (ウルトラリング) | 30 tháng 9 năm 1980  |
| 440 | "Bút sáp thần kỳ" "Fushigi na Crayon" (ふしぎなクレヨン) | 1 tháng 10 năm 1980  |
| 441 | "Chan Bara Nobita Rando" (チャンバラのび太ランド) | 2 tháng 10 năm 1980  |
| 442 | "Micrô phá đám" "Nen Roku Maiku" (念録マイク) | 6 tháng 10 năm 1980  |
| 443 | "Isha Ryou Shiharai Ki" (イシャ料しはらい機) | 7 tháng 10 năm 1980  |
| 444 | "Oshare Kamera" (おしゃれカメラ) | 8 tháng 10 năm 1980  |
| 445 | "Nan Demo Jaguchi" (なんでも蛇口) | 9 tháng 10 năm 1980  |
| 446 | "Cần gạt điều chỉnh độ nghiêng" "Sa ka Michi Rebā" (さかみちレバー)                                                                                         | 13 tháng 10 năm 1980 |
| 447 | "Vượt qua mùa hè bằng ngôi nhà mini" "Mini Hausu de Sawayaka na Natsu" (ミニハウスでさわやかな夏)                                                           | 14 tháng 10 năm 1980 |
| 448 | "Đôi mắt triệu Volt" "Kimi no Hitomi wa 100 Man Volt" (きみのひとみは100万ボルト)                                                                           | 15 tháng 10 năm 1980 |
| 449 | "Điện thoại "thẳng đến đích"" "Oshikake Denwa" (おしかけ電話)                                                                                               | 16 tháng 10 năm 1980 |
| 450 | "Ato ga Kowai!" (あとがこわい！) | 17 tháng 10 năm 1980 |
| 451 | "Fuēru Ue Ki Ba Chi" (フエールうえ木ばち) | 21 tháng 10 năm 1980 |
| 452 | "Bong bóng mũi" "Hana Barūn" (はなバルーン) | 22 tháng 10 năm 1980 |
| 453 | "Gối hiện thực" "Yume Makura" (ゆめまくら) | 23 tháng 10 năm 1980 |
| 454 | "Buttai Shun Kan I Douki" (物体しゅん間い動機) | 27 tháng 10 năm 1980 |
| 455 | "Tou Akira Ningen me Gusu Ri" (とう明人間目ぐすり) | 28 tháng 10 năm 1980 |
| 456 | "Doraemon no Suzu Sou Dou" (ドラえもんの鈴そうどう) | 29 tháng 10 năm 1980 |
| 457 | "Fuku Warai Sekken" (福笑い石けん) | 30 tháng 10 năm 1980 |
| 458 | "Sugu Yaru Gan" (すぐやるガン) | 3 tháng 11 năm 1980  |
| 459 | "Ie no Kanji Hen Kan Ki" (家の感じ変かん器) | 4 tháng 11 năm 1980  |
| 460 | "Mamori shi" (まもり紙) | 5 tháng 11 năm 1980  |
| 461 | "Bút sáp y như đúc" "Sokkuri Kureyon" (そっくりクレヨン) | 6 tháng 11 năm 1980  |
| 462 | "Muriyari Chokin Ba Ko" (むりやり貯金ばこ) | 10 tháng 11 năm 1980 |
| 463 | "Nozomiru Juu" (ノゾミルじゅう) | 11 tháng 11 năm 1980 |
| 464 | "Kyodai Ryuuhyou de Asobo U" (巨大流氷で遊ぼう) | 12 tháng 11 năm 1980 |
| 465 | "Ma Hou no Tokei" (まほうのとけい) | 13 tháng 11 năm 1980 |
| 466 | "Gurafu Ha Uso o Tsuka Nai" (グラフはウソをつかない) | 17 tháng 11 năm 1980 |
| 467 | "Hesorinsutando" (ヘソリンスタンド) | 18 tháng 11 năm 1980 |
| 468 | "Misekake Motemotebajj I" (みせかけモテモテバッジ) | 19 tháng 11 năm 1980 |
| 469 | "Vệ tinh do thám" "Supai Eisei" (スパイ衛星) | 20 tháng 11 năm 1980 |
| 470 | "Quần áo rô bốt" "Robotto Fuku" (ロボットふく) | 24 tháng 11 năm 1980 |
| 471 | "Giai điệu hơi ga" "Merodī Gasu" (メロディーガス) | 25 tháng 11 năm 1980 |
| 472 | "Mane Kon" (まねコン) | 26 tháng 11 năm 1980 |
| 473 | "Bạn gái của Doraemon" "Doraemon no Gārufurendo" (ドラえもんのガールフレンド)                                                                               | 27 tháng 11 năm 1980 |
| 474 | "Mini Suizokukan" (ミニ水族館) | 1 tháng 12 năm 1980  |
| 475 | "Onboro Ryokan o Tatenaose" (オンボロ旅館をたてなおせ) | 2 tháng 12 năm 1980  |
| 476 | "Rô bốt kiểm tra" "Tesuto.Robotto" (テスト・ロボット) | 3 tháng 12 năm 1980  |
| 477 | "To no Sama ga Ki Ta" (とのさまがきた) | 4 tháng 12 năm 1980  |
| 478 | "Oritatami Hausu" (おりたたみハウス) | 8 tháng 12 năm 1980  |
| 479 | "Sono Ki ni Naru Mi" (その気になる実) | 9 tháng 12 năm 1980  |
| 480 | "Bánh thuần chủng" "Momo Taro U Noki Bidango" (ももたろうのきびだんご)                                                                                      | 10 tháng 12 năm 1980 |
| 481 | "Tớ là nhà ngoại cảm đấy!" "Boku Ha Esupā Da!" (ぼくはエスパーだ！)                                                                                         | 11 tháng 12 năm 1980 |
| 482 | "Xúc xắc thám hiểm vũ trụ" "Uchuu Tan Kensu goro Ku" (宇宙たんけんすごろく)                                                                                 | 15 tháng 12 năm 1980 |
| 483 | "Sekai Chinbotsu" (世界沈没) | 16 tháng 12 năm 1980 |
| 484 | "Kokoro Nozoki Mirā" (こころのぞきミラー) | 17 tháng 12 năm 1980 |
| 485 | "Ngày sinh nhật của Jaian" "Jaian no Tanjōbi" (ジャイアンのたん生日)                                                                                        | 18 tháng 12 năm 1980 |
| 486 | "Nichi Duke Henkou Karendā" (日付け変更カレンダー) | 22 tháng 12 năm 1980 |
| 487 | "Giáng sinh của Dora và Nobita (Phần đầu)" "Dora to Nobita no Kurisumasu! (Zen)" (ドラとのび太のクリスマス！（前）)                                         | 23 tháng 12 năm 1980 |
| 488 | "Giáng sinh của Dora và Nobita (Phần cuối)" "Dora to Nobita no Kurisumasu! (Go)" (ドラとのび太のクリスマス！（後）)                                         | 24 tháng 12 năm 1980 |
| 489 | "Ông già Noel tí hon" "Mini Santa" (ミニサンタ) | 25 tháng 12 năm 1980 |
| 490 | "Yuki Furashi" (ゆきふらし) | 29 tháng 12 năm 1980 |
| 491 | "Hon mo no Yume" (ほんもの夢) | 30 tháng 12 năm 1980 |

### Năm 1981
| #    | Tên tập phim | Ngày phát sóng gốc   |
| ---- | --- | -------------------- |
| SP10 | "Chiến tranh vũ trụ dưới mái nhà" "Tenjō ura no uchū sensō" (天井うらの宇宙戦争)                                      | 1 tháng 1 năm 1981   |
| SP11 | "Máy gọi hồn" "Seireiyobidashiudewa" (精霊よびだしうでわ)                                                             | 2 tháng 1 năm 1981   |
| SP12 | "Doraemon trở lại" "Kaettekitadoraemon" (帰ってきたドラえもん)                                                        | 3 tháng 1 năm 1981   |
| 492  | "Bộ dụng cụ Mặt trời mọc" "Hatsuhinode Setto" (初日の出セット)                                                        | 5 tháng 1 năm 1981   |
| 493  | "Tiệc mừng năm mới" "Ka Be no Naka de Shinnen kai" (かべの中で新年会)                                                 | 6 tháng 1 năm 1981   |
| 494  | "Nhật ký dự định" "Itsu Demo Nikki" (いつでも日記)                                                                    | 7 tháng 1 năm 1981   |
| 495  | "Con ma điện thoại" "Denwa no Obake" (電話のおばけ)                                                                   | 8 tháng 1 năm 1981   |
| 496  | "Thức ăn cho "cân đẩu vân"" "Kin to Fūdo" (きんとフード)                                                              | 12 tháng 1 năm 1981  |
| 497  | "Đi vào giấc mơ của người khác" "Tanin no Yume o Miru" (他人の夢を見る)                                               | 13 tháng 1 năm 1981  |
| 498  | "A.ra.karute" (ア・ラ・カルテ)                                                                                        | 14 tháng 1 năm 1981  |
| 499  | "Phản ánh bản thân bằng Đầu máy đổi vai" "'Haiyaku Irekae Bideo' de Hansei!" (「配役いれかえビデオ」で反省！)         | 15 tháng 1 năm 1981  |
| 500  | "Học bơi trong phòng" "Room Swimmer" (ルームスイマー)                                                                 | 19 tháng 1 năm 1981  |
| 501  | "Gokiburi Kabā" (ゴキブリカバー)                                                                                      | 20 tháng 1 năm 1981  |
| 502  | "Máy chiếu cổ vật" "Hon mo no Gen Touki" (ほんものげんとうき)                                                         | 21 tháng 1 năm 1981  |
| 503  | "Găng tay cỗ vũ" "Chiagāru Tebukuro" (チアガール手ぶくろ)                                                             | 22 tháng 1 năm 1981  |
| 504  | "Sen Chi Fuku" (せん地服)                                                                                             | 26 tháng 1 năm 1981  |
| 505  | "Kẹo may mắn" "Aya Karin" (アヤカリン)                                                                                | 27 tháng 1 năm 1981  |
| 506  | "Meiga Shirabe Ki" (名画しらべ機)                                                                                     | 28 tháng 1 năm 1981  |
| 507  | "Yukusuekamera" (ユクスエカメラ)                                                                                      | 29 tháng 1 năm 1981  |
| 508  | "Vương quốc dưới lòng đất của Nobita (phần đầu)" "Nobita no Chitei Oukoku (zen)" (のび太の地底王国（前）)             | 2 tháng 2 năm 1981   |
| 509  | "Vương quốc dưới lòng đất của Nobita (phần cuối)" "Nobita no Chitei Oukoku (go)" (のび太の地底王国（後）)             | 3 tháng 2 năm 1981   |
| 510  | "Hãy chế tạo huy hiệu nào!" "Bajj I o Tsukuro U" (バッジを作ろう)                                                     | 4 tháng 2 năm 1981   |
| 511  | "Sokuseki Janguru" (即席ジャングル)                                                                                   | 5 tháng 2 năm 1981   |
| 512  | "Cỗ máy thời gian đâu mất rồi (Phần đầu)" "Time Machine ga Nakunat Ta! (zen)" (タイムマシンがなくなった！（前）)      | 9 tháng 2 năm 1981   |
| 513  | "Cỗ máy thời gian đâu mất rồi (Phần cuối)" "Time Machine ga Nakunat Ta! (go)" (タイムマシンがなくなった！（後）)      | 10 tháng 2 năm 1981  |
| 514  | "Urameshi ya Fukugen Kousen" (うらめしや復元光線)                                                                     | 11 tháng 2 năm 1981  |
| 515  | "Đại họa của tấm dán xuyên thấu" "Toushi Shīru de Dai Pinchi" (透視シールで大ピンチ)                                  | 12 tháng 2 năm 1981  |
| 516  | "Chiếc hộp vạn năng" "Oko nomi Bokkusu" (おこのみボックス)                                                            | 16 tháng 2 năm 1981  |
| 517  | "Tay súng Nobita (Phần đầu)" "Nobita.gan Man ni Naru! (zen)" (のび太・ガンマンになる！（前）)                         | 17 tháng 2 năm 1981  |
| 518  | "Tay súng Nobita (Phần cuối)" "Nobita.gan Man ni Naru! (go)" (のび太・ガンマンになる！（後）)                         | 18 tháng 2 năm 1981  |
| 519  | "Bom bình đẳng" "Byōdō Bakudan" (ビョードー爆弾)                                                                      | 19 tháng 2 năm 1981  |
| 520  | "Búa phân thân" "Bun Shin Hammer" (分しんハンマー)                                                                    | 23 tháng 2 năm 1981  |
| 521  | "Tặng thưởng 1024" "Bōnasu 1024 Bai" (ボーナス1024倍)                                                                 | 24 tháng 2 năm 1981  |
| 522  | "Bay đi, Bồ công anh" "Tanpopo Kushi" (たんぽぽくし)                                                                  | 25 tháng 2 năm 1981  |
| 523  | "Mama tte Ii Na?" (ママっていいな？)                                                                                  | 26 tháng 2 năm 1981  |
| 524  | "Sounan Kyuujo" (遭難救助)                                                                                            | 2 tháng 3 năm 1981   |
| 525  | "Hãy chế tạo thủy cung!" "Mizu zo Ku Kan o Tsukure!" (水ぞくかんをつくれ！)                                           | 3 tháng 3 năm 1981   |
| 526  | "Sợi dây suối nước nóng" "Onsen Rope" (温泉ロープ)                                                                    | 4 tháng 3 năm 1981   |
| 527  | "Panikku ga Oki Ta" (パニックがおきた)                                                                                | 5 tháng 3 năm 1981   |
| 528  | "Kan Shaku shi" (かんしゃく紙)                                                                                        | 9 tháng 3 năm 1981   |
| 529  | "Giải cứu những chú chó hoang dã (Phần đầu)" "Nora Inu Tachi o Sukue!! (zen)" (のらイヌたちをすくえ!!（前）)          | 10 tháng 3 năm 1981  |
| 530  | "Giải cứu những chú chó hoang dã (Phần cuối)" "Nora Inu Tachi o Sukue!! (go)" (のらイヌたちをすくえ!!（後）)          | 11 tháng 3 năm 1981  |
| 531  | "Chiếc vòng giành lại công lý" "Otona o Shikaru Wanshou" (大人をしかる腕章)                                           | 12 tháng 3 năm 1981  |
| 532  | "Suru Koto Irekae Ki" (することいれかえき)                                                                            | 16 tháng 3 năm 1981  |
| 533  | "Câu chuyện dung hợp" "Story Mixer" (ストーリーミキサー)                                                              | 17 tháng 3 năm 1981  |
| 534  | "Tabe Aru Ki" (食べある機)                                                                                            | 18 tháng 3 năm 1981  |
| 535  | "Mochi Nu shi Shīru" (もちぬしシール)                                                                                 | 19 tháng 3 năm 1981  |
| 536  | "Jaianrisaitaru o Tanoshimu Houhou" (ジャイアンリサイタルを楽しむ方法)                                                | 23 tháng 3 năm 1981  |
| 537  | "Kashikiri Denwa" (貸し切り電話)                                                                                      | 24 tháng 3 năm 1981  |
| 538  | "Majikku Onaka" (マジックおなか)                                                                                      | 25 tháng 3 năm 1981  |
| 539  | "Vợt tennis siêu cấp" "Sūpā Raketto" (スーパーラケット)                                                               | 26 tháng 3 năm 1981  |
| 540  | "Máy ảnh thay đổi diễn biến" "Kachikachikamera" (カチカチカメラ)                                                      | 30 tháng 3 năm 1981  |
| 541  | "Siêu nhân Nobita" "Nobitaman" (ノビタマン)                                                                           | 31 tháng 3 năm 1981  |
| 542  | "Uttori Iya Hon" (うっとりイヤホン)                                                                                   | 1 tháng 4 năm 1981   |
| SP13 | "Yama oku mura no kai jiken" (山おく村の怪事件)                                                                       | 1 tháng 4 năm 1981   |
| SP14 | "Moa ơi Dodo ơi, tồn tại mãi nhé" "Moa yo dōdō yo eien ni" (モアよドードーよ永遠に)                                   | 1 tháng 4 năm 1981   |
| 543  | "Okiteteyokatta" (オキテテヨカッタ)                                                                                   | 6 tháng 4 năm 1981   |
| 544  | "Câu cá" "Sakana Tsuri" (さかなつり)                                                                                  | 7 tháng 4 năm 1981   |
| 545  | "Yowamushi Nobita" (弱虫のび太)                                                                                       | 8 tháng 4 năm 1981   |
| 546  | "Utsushi Ppanashi Mirā" (うつしっぱなしミラー)                                                                        | 13 tháng 4 năm 1981  |
| 547  | "Chế tạo robot khổng lồ (Phần đầu)" "Kyodai Robotto o Kumitateyo U (zen)" (巨大ロボットを組み立てよう（前）)          | 14 tháng 4 năm 1981  |
| 548  | "Chế tạo robot khổng lồ (Phần cuối)" "Kyodai Robotto o Kumitateyo U (go)" (巨大ロボットを組み立てよう（後）)          | 15 tháng 4 năm 1981  |
| 549  | "Fushi Ginajidousha" (ふしぎなじどうしゃ)                                                                             | 20 tháng 4 năm 1981  |
| 550  | "Chiku Den Sūtsu" (ちく電スーツ)                                                                                      | 21 tháng 4 năm 1981  |
| 551  | "Fuku Ha Uchi no Mame" (福はうちの豆)                                                                                 | 22 tháng 4 năm 1981  |
| 552  | "Baransu Chuushi?" (バランスちゅうしゃ)                                                                               | 27 tháng 4 năm 1981  |
| 553  | "Doraemon VS Doraemon" "Doraemon Tai Doraemon" (ドラえもん対ドラえもん)                                               | 28 tháng 4 năm 1981  |
| 554  | "Nobita biến mất" "Nobita ga Kie Chau!?" (のび太が消えちゃう!?)                                                       | 29 tháng 4 năm 1981  |
| 555  | "Su Nao na Robotto ga Hoshi?" (すなおなロボットがほし〜い)                                                            | 4 tháng 5 năm 1981   |
| 556  | "Ayatsuri Sokkuri Fuusen" (あやつりそっくりふうせん)                                                                  | 5 tháng 5 năm 1981   |
| 557  | "Kan Sei Uēbu" (かんせいウエーブ)                                                                                     | 6 tháng 5 năm 1981   |
| 558  | "Lỗ đen của Nobita" "Nobita no Black Hole" (のび太のブラックホール)                                                   | 11 tháng 5 năm 1981  |
| 559  | "Trả thù Suneo bằng Cá trê gây động đất" ""Jishin namazu" de Suneo ni Gyakushū!" (「地震なまず」でスネ夫に逆しゅう！) | 12 tháng 5 năm 1981  |
| 560  | "Bình phun động vật nguy hiểm" "Kokusai Doubutsu Hogo Supurē" (国際動物保護スプレー)                                  | 13 tháng 5 năm 1981  |
| 561  | "Bản đồ dịch chuyển" "Hikkoshi Chizu" (ひっこし地図)                                                                  | 18 tháng 5 năm 1981  |
| 562  | "Rừng cũng có sinh mệnh" "Mori Ha Iki Te Iru" (森は生きている)                                                        | 19 tháng 5 năm 1981  |
| 563  | "Kōsu Kettei Ki" (コース決定機)                                                                                       | 20 tháng 5 năm 1981  |
| 564  | "Sainan Yohou Ki" (災難予報機)                                                                                        | 25 tháng 5 năm 1981  |
| 565  | "Ningen Kamera Shattā" (人間カメラシャッター)                                                                         | 26 tháng 5 năm 1981  |
| 566  | "Buntsuu Aite Ha Donna Ko??" (文通相手はどんな子…？)                                                                  | 27 tháng 5 năm 1981  |
| 567  | "Vòng cổ triệu hồi" "Yondara Kubi wa" (ヨンダラ首わ)                                                                  | 1 tháng 6 năm 1981   |
| 568  | "Gương thế chỗ" "Torikae Mirā" (とりかえミラー)                                                                       | 2 tháng 6 năm 1981   |
| 569  | "Băng tay thử nghiệm nghề nghiệp" "Shokugyou Tesuto Wanshou" (職業テスト腕章)                                         | 3 tháng 6 năm 1981   |
| 570  | "Bút in tiền" "En Pitsu" (円ピツ)                                                                                     | 8 tháng 6 năm 1981   |
| 571  | "Biển cấm đoán" "Kinshihyōshiki" (キンシひょうしき)                                                                   | 9 tháng 6 năm 1981   |
| 572  | "Donburagasu" (ドンブラガス)                                                                                          | 10 tháng 6 năm 1981  |
| 573  | "Tấm thẻ của quỷ" "Devil Card" (デビルカード)                                                                         | 15 tháng 6 năm 1981  |
| 574  | "Thế giới không có gương soi" "Kagami no Nai Sekai" (かがみのない世界)                                                | 16 tháng 6 năm 1981  |
| 575  | "Khai sinh vương quốc Nobita" "Nobita Oukoku Tanjou" (のび太王国誕生)                                                 | 17 tháng 6 năm 1981  |
| 576  | "Tạm biệt Shizuka" "Shizuka Chan Sayounara" (しずかちゃんさようなら)                                                  | 22 tháng 6 năm 1981  |
| 577  | "Nobita trở thành tấm poster" "Poster ni Nat Ta Nobita" (ポスターになったのび太)                                      | 23 tháng 6 năm 1981  |
| 578  | "Gus Suri Makura de Hitoyasumi" (グッスリまくらでひと休み)                                                            | 24 tháng 6 năm 1981  |
| 579  | "Kikyuu o Sukue" (気球を救え)                                                                                         | 29 tháng 6 năm 1981  |
| 580  | "Sou Ji Ukunrenki" (そうじゅうくんれんき)                                                                             | 30 tháng 6 năm 1981  |
| 581  | "Tama Go Uma Se Tou" (たまごうませとう)                                                                               | 1 tháng 7 năm 1981   |
| 582  | "Cờ sự thật luôn luôn đúng" "'Shinjitsu no Hatajirushi' Ha Subete Tadashii" (「真実の旗印」はすべて正しい)            | 6 tháng 7 năm 1981   |
| 583  | "Shi Shinhairikomi Sukōpu" (しゃしんはいりこみスコープ)                                                               | 7 tháng 7 năm 1981   |
| 584  | "Hương trầm hoà nhập" "Na Kama Iri Senkou" (なかま入りせんこう)                                                       | 8 tháng 7 năm 1981   |
| 585  | "Cây gậy hòa hoãn" "Maa Maa Bou" (まあまあ棒)                                                                         | 13 tháng 7 năm 1981  |
| 586  | "Bài kiểm tra 100 điểm của Nobita" "Nobita no 100 Ten Pīāru" (のび太の100点ピーアール)                                | 14 tháng 7 năm 1981  |
| 587  | "Nen Chikara me Gusu Ri" (ねん力目ぐすり)                                                                             | 15 tháng 7 năm 1981  |
| 588  | "Mama o Tazune Te San Sen Kiro Gusu Ri" (ママをたずねて三千キロぐすり)                                                | 20 tháng 7 năm 1981  |
| 589  | "Tia tạo đường đi" "Douro Kousen" (道路光線)                                                                          | 21 tháng 7 năm 1981  |
| 590  | "Ăngten hòa bình" "Heiwa Antena" (平和アンテナ)                                                                       | 22 tháng 7 năm 1981  |
| 591  | "Người tuyết làm bán thời gian" "Yukiotoko no Arubaito" (雪男のアルバイト)                                            | 27 tháng 7 năm 1981  |
| 592  | "Đất nặn cơ bắp" "Kara Da Nen Do" (からだねん土)                                                                      | 28 tháng 7 năm 1981  |
| 593  | "Uchi de no Depāto" (うちでのデパート)                                                                                | 29 tháng 7 năm 1981  |
| 594  | "Nobita bỏ nhà đi bụi" "Nobita no na ga I Iede" (のび太のなが〜い家出)                                                | 3 tháng 8 năm 1981   |
| 595  | "Khủng long xuất hiện (Phần đầu)" "Kyouryuu ga de Ta! (zen)" (恐竜が出た！（前）)                                     | 4 tháng 8 năm 1981   |
| 596  | "Khủng long xuất hiện (Phần cuối)" "Kyouryuu ga de Ta! (go)" (恐竜が出た！（後）)                                     | 5 tháng 8 năm 1981   |
| 597  | "Kasai Yotei Houchi Beru" (火災予定報知ベル)                                                                          | 10 tháng 8 năm 1981  |
| 598  | "Kagee Raito de Asobo U" (影絵ライトで遊ぼう)                                                                         | 11 tháng 8 năm 1981  |
| 599  | "Đèn pin thay đổi trọng lượng" "O mo Karu Tou" (おもかるとう)                                                         | 12 tháng 8 năm 1981  |
| 600  | "No Bichijimi Sukōpu" (のびちぢみスコープ)                                                                            | 17 tháng 8 năm 1981  |
| 601  | "Đi dạo trên mây" "Kumo no Naka no Sanpo" (雲の中の散歩)                                                              | 18 tháng 8 năm 1981  |
| 602  | "Khăn trải bàn ẩm thực" "Gurume Tēburu Kake" (グルメテーブルかけ)                                                     | 19 tháng 8 năm 1981  |
| 603  | "Ngựa Saio" "Saiō Ba" (サイオー馬)                                                                                    | 24 tháng 8 năm 1981  |
| 604  | "Cổng thời gian" "Toki mon" (時門)                                                                                    | 25 tháng 8 năm 1981  |
| 605  | "Okore Ba At Ta ka Hok Kahoka" (おこればあったかホッカホカ)                                                           | 26 tháng 8 năm 1981  |
| 606  | "Hirobiro Ponpu" (ひろびろポンプ)                                                                                     | 31 tháng 8 năm 1981  |
| 607  | "Kusuri Seizou Ki" (くすり製造機)                                                                                     | 1 tháng 9 năm 1981   |
| 608  | "Kuuchuu Fukku" (空中フック)                                                                                          | 2 tháng 9 năm 1981   |
| 609  | "Patorōrāsukēto Tokei Bou" (パトローラースケートとけいぼう)                                                           | 7 tháng 9 năm 1981   |
| 610  | "Máy chế tạo" "Meka Mēkā" (メカメーカー)                                                                              | 8 tháng 9 năm 1981   |
| 611  | "Video người thật" "Honnin Bideo" (本人ビデオ)                                                                        | 9 tháng 9 năm 1981   |
| 612  | "Máy ảnh sáu mặt" "Roku Men Kamera" (六面カメラ)                                                                      | 14 tháng 9 năm 1981  |
| 613  | "Jaian ủ rũ" "Gunnyarijaian" (グンニャリジャイアン)                                                                   | 15 tháng 9 năm 1981  |
| 614  | "Deka Chinki" (デカチンキ)                                                                                            | 16 tháng 9 năm 1981  |
| 615  | "Viên bị giấu đồ" "Shizumi Dama" (しずみ玉)                                                                           | 21 tháng 9 năm 1981  |
| 616  | "Moshimo Bokkusu de o Kanemochi" (もしもボックスでお金持ち)                                                           | 22 tháng 9 năm 1981  |
| 617  | "Yadorigi" (やどり木)                                                                                                 | 23 tháng 9 năm 1981  |
| 618  | "Ghét Doraemon!?" "Doraemon daikirai !?" (ドラえもんだいきらい!?)                                                     | 2 tháng 10 năm 1981  |
| 619  | "konchuu hikouki ni noro u" (昆虫ヒコーキに乗ろう)                                                                    | 2 tháng 10 năm 1981  |
| 620  | "Thuốc triệu hồi khủng long" "kyouryuu tachini (shoutai jou) wo" (恐竜たちに「招待錠」を)                             | 9 tháng 10 năm 1981  |
| 621  | "Thuyết nền văn minh dưới lòng đất của Nobita" "Nobita no Chitei Bunmei Setsu" (のび太の地底文明説)                   | 9 tháng 10 năm 1981  |
| 622  | "nobi ta housoukyoukai" (のび太放送協会)                                                                              | 16 tháng 10 năm 1981 |
| 623  | "Đám cưới của Nobita?!" "Nobita no Kekkonshiki ?!" (のび太の結婚式?!)                                                 | 16 tháng 10 năm 1981 |
| 624  | "Cô phù thủy Shizuka" "Majotsuko Shizukachan" (魔女っ子しずかちゃん)                                                  | 23 tháng 10 năm 1981 |
| 625  | "Gulliver thám hiểm ở sau núi" "Urayama no Gulliver Tanken" (裏山のガリバー探検)                                      | 23 tháng 10 năm 1981 |
| 626  | "shinbun hiduke henkou posuto" (新聞日付変更ポスト)                                                                   | 30 tháng 10 năm 1981 |
| 627  | "mukashi hayokatta !?" (昔はよかった!?)                                                                               | 30 tháng 10 năm 1981 |
| 628  | "Tiên ông Robot" "Kamisama Robot" (神さまロボット)                                                                    | 6 tháng 11 năm 1981  |
| 629  | "Tàu con thoi của Nobita" "Nobita no Space Shuttle" (のび太のスペースシャトル)                                        | 6 tháng 11 năm 1981  |
| 630  | "papa no gekkyuu soudou" (パパの月給騒動)                                                                             | 13 tháng 11 năm 1981 |
| 631  | "kurosusuicchi" (クロススイッチ)                                                                                      | 13 tháng 11 năm 1981 |
| 632  | "Robot nói tiếng bụng" "Fukuwarobotto" (腹話ロボット)                                                                 | 20 tháng 11 năm 1981 |
| 633  | "Hành trình cổ tích của Nobita" "Nobita no dōwa ryokō" (のび太の童話旅行)                                             | 20 tháng 11 năm 1981 |
| 634  | "Chukenper" "Chūkenpā" (チューケンパー)                                                                               | 27 tháng 11 năm 1981 |
| 635  | "sharagamu" (シャラガム)                                                                                              | 27 tháng 11 năm 1981 |
| 636  | "sekaiheiwa anzen bajji" (世界平和安全バッジ)                                                                         | 4 tháng 12 năm 1981  |
| 637  | "shoujikidenpa" (ショージキデンパ)                                                                                    | 4 tháng 12 năm 1981  |
| 638  | "Túi cảm lạnh" "kazebukuro" (かぜぶくろ)                                                                              | 11 tháng 12 năm 1981 |
| 639  | "nobi ta tsubame wo tasuke ro" (のび太ツバメを助けろ)                                                                 | 11 tháng 12 năm 1981 |
| 640  | "iinari kyappu" (いいなりキャップ)                                                                                    | 18 tháng 12 năm 1981 |
| 641  | "Rô bốt đồng cảm" "itawari robotto" (いたわりロボット)                                                                | 18 tháng 12 năm 1981 |
| 642  | "sewayaki roupu" (せわやきロープ)                                                                                     | 25 tháng 12 năm 1981 |
| 643  | "Đội kịch Giáng sinh của Nobita" "Nobita Gekidan no Christmas" (のび太劇団のクリスマス)                               | 25 tháng 12 năm 1981 |

### Năm 1982
| #    | Tên tập phim                                                                                        | Ngày phát sóng gốc   |
| ---- | --------------------------------------------------------------------------------------------------- | -------------------- |
| SP15 | "Nhà phát minh vĩ đại" "Hatsumei kā de dai hatsumei" (ハツメイ カーで大発明)                        | 1 tháng 1 năm 1982   |
| SP16 | "San-bai tokei petanko" (三倍時計ペタンコ)                                                          | 2 tháng 1 năm 1982   |
| SP17 | "Kho báu của Nobita" "Nobita no Takara Sagashi" (のび太の宝さがし)                                  | 3 tháng 1 năm 1982   |
| 644  | "Robot người tuyết" "Robot Yuki Daruma" (ロボット雪だるま)                                          | 8 tháng 1 năm 1982   |
| 645  | "Công viên động vật không tưởng Safari" "Kūsou Doubutsu Safari Park" (空想動物サファリパー)         | 15 tháng 1 năm 1982  |
| 646  | "Kūkichū kei eisei" (空気中継衛星)                                                                  | 22 tháng 1 năm 1982  |
| 647  | "musubino ito" (むすびの糸)                                                                         | 29 tháng 1 năm 1982  |
| 648  | "sakasa kamera" (さかさカメラ)                                                                      | 5 tháng 2 năm 1982   |
| 649  | "Đoạn phim bằng nước" "Mizu Video" (水ビデオ)                                                       | 12 tháng 2 năm 1982  |
| 650  | "chikutakubonwappen" (チクタクボンワッペン)                                                         | 19 tháng 2 năm 1982  |
| 651  | "sokkurikakashi" (そっくりかかし)                                                                   | 26 tháng 2 năm 1982  |
| 652  | "Tuyết tháng Ba" "Sangatsu no Yuki" (三月の雪)                                                      | 5 tháng 3 năm 1982   |
| 653  | "Bút sáp không khí" "Kūki Crayon" (空気クレヨン)                                                    | 12 tháng 3 năm 1982  |
| 654  | "hicchuu ken shou hagaki" (必中けん賞はがき)                                                        | 19 tháng 3 năm 1982  |
| 655  | "Ánh sáng cô đặc" "Dry Light" (ドライ・ライト)                                                      | 26 tháng 3 năm 1982  |
| 656  | "kopii zunou de raku woshiyou" (コピー頭脳でラクをしよう)                                           | 2 tháng 4 năm 1982   |
| 657  | "otoshi mono tsuri hori totsurizao" (おとし物つり堀とつりざお)                                      | 2 tháng 4 năm 1982   |
| 658  | "kaibutsu kunboushi" (怪物くんぼうし)                                                               | 2 tháng 4 năm 1982   |
| 659  | "kogotohiraishin" (こごとひらいしん)                                                                | 9 tháng 4 năm 1982   |
| 660  | "chansukamera" (チャンスカメラ)                                                                     | 16 tháng 4 năm 1982  |
| 661  | "kyuu kan maiku" (九官マイク)                                                                       | 30 tháng 4 năm 1982  |
| 662  | "omiyagefuroshiki" (おみやげふろしき)                                                               | 7 tháng 5 năm 1982   |
| 663  | "rajikonterebi" (ラジコンテレビ)                                                                    | 14 tháng 5 năm 1982  |
| 664  | "oyayubi hime wooikakero" (おやゆび姫をおいかけろ)                                                  | 28 tháng 5 năm 1982  |
| 665  | "Cách câu cá của Nobita" "Nobita no Sakana Tsuri" (のび太の魚つり)                                  | 4 tháng 6 năm 1982   |
| 666  | "Hộp huấn luyện siêu năng lực" "Esper Kunren Box" (エスパー訓練ボックス)                            | 11 tháng 6 năm 1982  |
| 667  | "Sao chép thời gian" "Time Copy" (タイムコピー)                                                     | 18 tháng 6 năm 1982  |
| 668  | "sakayumen deii yume miyou" (サカユメンでいい夢みよう)                                              | 25 tháng 6 năm 1982  |
| 669  | "Tem thay thế" "Daiyou Seal" (代用シール)                                                           | 2 tháng 7 năm 1982   |
| 670  | "jitsubutsu beniya" (じつぶつベニヤ)                                                                | 9 tháng 7 năm 1982   |
| 671  | "Cầu thang giấc mơ" "Yume Hashigo" (ゆめはしご)                                                     | 16 tháng 7 năm 1982  |
| 672  | "mizu zaikude asobo u" (水ざいくで遊ぼう)                                                           | 23 tháng 7 năm 1982  |
| 673  | "Thẻ bài hạnh phúc" "Shiawase Toranpu" (しあわせトランプ)                                           | 30 tháng 7 năm 1982  |
| 674  | "petankoairon" (ペタンコアイロン)                                                                   | 6 tháng 8 năm 1982   |
| 675  | "yojigen tatemashi burokku" (四次元たてましブロック)                                                | 20 tháng 8 năm 1982  |
| 676  | "rajikon sen mizu kan setto" (ラジコンせん水かんセット)                                             | 27 tháng 8 năm 1982  |
| 677  | "kangekidorinku" (カンゲキドリンク)                                                                 | 3 tháng 9 năm 1982   |
| 678  | "Thân cây lâu ngày không gặp" "Hisashiburi Toranku" (ひさしぶりトランク)                            | 10 tháng 9 năm 1982  |
| 679  | "Feather Plane" (フェザープレーン)                                                                  | 17 tháng 9 năm 1982  |
| 680  | "ire kae hyousatsu" (入れかえ表札)                                                                  | 1 tháng 10 năm 1982  |
| 681  | "hayaku tsudukigamitai" (早くつづきが見たい)                                                        | 8 tháng 10 năm 1982  |
| 682  | "ningen meka wo tsukuro u" (人間メカを作ろう)                                                       | 15 tháng 10 năm 1982 |
| 683  | "boku shitsuren shichatta" (ぼく失恋しちゃった)                                                     | 22 tháng 10 năm 1982 |
| 684  | "shinshu zukan de yuumei ni" (新種図鑑で有名に)                                                     | 29 tháng 10 năm 1982 |
| 685  | "Máy huấn luyện Ninja" "Ninnin Shugyou Set" (ニンニン修業セット)                                    | 5 tháng 11 năm 1982  |
| 686  | "Súng tiến hóa từng phần" "Bubun Shinka gan" (部分進化ガン)                                         | 12 tháng 11 năm 1982 |
| 687  | "Dải băng đường chân trời" "Chiheisen Tape" (地平線テープ)                                          | 19 tháng 11 năm 1982 |
| 688  | "youfuno sutanpu" (きょうふのスタンプ)                                                              | 26 tháng 11 năm 1982 |
| 689  | "kopii toriyose ki" (コピーとりよせ機)                                                              | 3 tháng 12 năm 1982  |
| 690  | "Trứng lộn dòng" "Kakkou Tamago" (カッコータマゴ)                                                   | 10 tháng 12 năm 1982 |
| 691  | "Trở thành thiên tài với Tủ điện thoại yêu cầu" "Moshimo Box de Tensai ni" (もしもボックスで天才に) | 17 tháng 12 năm 1982 |
| 692  | "Bay giữa trời trong đêm Giáng sinh" "Sora Tobu Christmas" (空とぶクリスマス)                       | 24 tháng 12 năm 1982 |

### Năm 1983
| #    | Tên tập phim | Ngày phát sóng gốc   |
| ---- | --- | -------------------- |
| SP18 | "Sekki jidai ni shūgō! !" (石器時代に集合!!)                                                                             | 1 tháng 1 năm 1983   |
| SP19 | "Máy bay ba bánh" "Sanrin hikōki" (三輪飛行機)                                                                           | 2 tháng 1 năm 1983   |
| 693  | "Cứ tin vào thần" "kami samagokko" (神さまごっこ)                                                                        | 7 tháng 1 năm 1983   |
| 694  | "Từ điển ma thuật" "Mahoujiten" (まほうじてん)                                                                           | 14 tháng 1 năm 1983  |
| 695  | "Con dấu gợi cảm xúc - Ấn tượng ngày đầu tiên" "Saisho no Kandou wo Yobi Samasou" (又譯開始錠，最初の感動を呼びさまそう) | 21 tháng 1 năm 1983  |
| 696  | "Máy ảnh bất động" "Shunkan Kotei Camera" (しゅん間固定カメラ)                                                           | 28 tháng 1 năm 1983  |
| 697  | "Âm thanh đông cứng bay giữa trời" "Sora Tobu Koe Katamarin" (空とぶコエカタマリン)                                      | 4 tháng 2 năm 1983   |
| 698  | "Thế giới trong gương" "kagami no nakano sekai" (鏡の中の世界)                                                           | 11 tháng 2 năm 1983  |
| 699  | "Robot tức thì" "Instant Robot" (インスタントロボット)                                                                   | 18 tháng 2 năm 1983  |
| 700  | "Bìa sách con người" "Ningen Book Cover" (人間ブックカバー)                                                              | 25 tháng 2 năm 1983  |
| 701  | "Không có gì đáng sợ bằng bài kiểm tra" "Test Ha Yappari Kowai" (テストはやっぱりこわい)                                 | 4 tháng 3 năm 1983   |
| 702  | "Bình phun cố định vị trí" "ichi Kotei Spray" (位置固定スプレー)                                                         | 11 tháng 3 năm 1983  |
| 703  | "Hỏi trước khi tặng quà" "Answer de Present" (アンケーターでプレゼント)                                                  | 18 tháng 3 năm 1983  |
| 704  | "Câu lạc bộ người hâm mộ Jaian" "Jaian no Fan Club" (ジャイアンのファンクラブ)                                           | 25 tháng 3 năm 1983  |
| SP20 | "Naishi ~yogomisute hōru" (ないしょごみすてホール)                                                                       | 30 tháng 3 năm 1983  |
| SP21 | "Chú voi con Hana" "Kozō no Hanachan" (子ゾウのハナちゃん)                                                               | 30 tháng 3 năm 1983  |
| 705  | "Bộ đồ thám hiểm vũ trụ" "Uchū Tanken Gokko" (宇宙たんけんごっこ)                                                        | 1 tháng 4 năm 1983   |
| 706  | "muteki menkoreutamu" (無敵メンコレータム)                                                                               | 8 tháng 4 năm 1983   |
| 707  | "Jaian lên tivi" "Jaian TV ni Deru" (ジャイアンテレビに出る)                                                             | 15 tháng 4 năm 1983  |
| 708  | "Họa sĩ Jaiko" "Mangaka Jaiko" (まんがかジャイ子)                                                                        | 22 tháng 4 năm 1983  |
| 709  | "Vòng cổ của Shizuka" "Shizuka no nekkuresu" (しずかのネックレス)                                                        | 29 tháng 4 năm 1983  |
| 710  | "Điểm chắn an toàn" "Barrier Point" (バリヤーポイント)                                                                   | 6 tháng 5 năm 1983   |
| 711  | "yamesase robotto" (やめさせロボット)                                                                                    | 13 tháng 5 năm 1983  |
| 712  | "iyanakoto hyuuzu" (いやなことヒューズ)                                                                                  | 20 tháng 5 năm 1983  |
| 713  | "Chú chó giữ bí mật" "Himitsu Genshu Inu" (ヒミツゲンシュ犬)                                                             | 27 tháng 5 năm 1983  |
| 714  | "Tàu cứu nạn vũ trụ" "uchū Kyūmei Boat" (宇宙救命ボート)                                                                 | 3 tháng 6 năm 1983   |
| 715  | "urameshi doroppu" (うらめしドロップ)                                                                                    | 17 tháng 6 năm 1983  |
| 716  | "Máy tìm người cần gặp" "Hoshīnin Tanchiki" (ほしい人探知機)                                                             | 24 tháng 6 năm 1983  |
| 717  | "Tên lửa bút chì" "Pencil Missile" (ペンシルミサイル)                                                                    | 1 tháng 7 năm 1983   |
| 718  | "Thức uống biến thân" "henshin dorinku" (変身ドリンク)                                                                   | 8 tháng 7 năm 1983   |
| 719  | "Tấm bảng hội trưởng" "Iemoto Kanban" (家元かんばん)                                                                     | 15 tháng 7 năm 1983  |
| 720  | "Nobita wa Ikaga" (のび太はいかが)                                                                                       | 22 tháng 7 năm 1983  |
| 721  | "Cửa hàng 10 yên bất kỳ đâu" "10 en nandemo sutoa" (10円なんでもストア)                                                  | 29 tháng 7 năm 1983  |
| 722  | "Đầu cắm chuyển phát nhanh" "Buttai Densō Adapter" (物体電送アダプター)                                                  | 5 tháng 8 năm 1983   |
| 723  | "Bộ đồ nghề Robinson Crusoe" "Robinson Crusoe Set" (ロビンソンクルーソーセット)                                          | 12 tháng 8 năm 1983  |
| 724  | "Tạm biệt Nobita" "Sayonara Nobita" (さよならのび太)                                                                     | 12 tháng 8 năm 1983  |
| 725  | "Shizuka và ngôi nhà ngọt ngào" "Shizukachan to Sweet Home" (しずかちゃんとスイートホーム)                               | 19 tháng 8 năm 1983  |
| 726  | "Chiếc máy bảo hiểm hạnh phúc" "Shiawase Hoken Ki" (しあわせ保険機)                                                      | 26 tháng 8 năm 1983  |
| 727  | "Cây gậy linh hồn" "Tamashī Stick" (たましいステッキ)                                                                    | 2 tháng 9 năm 1983   |
| 728  | "Tấm vải bay bất trị" "Sora Tobu Dress" (空とぶドレス)                                                                   | 9 tháng 9 năm 1983   |
| 729  | "Thuốc biến thân đầu đuôi" "Shiritori Henshin Capsule" (しりとり変身カプセル)                                            | 16 tháng 9 năm 1983  |
| 730  | "Hiến pháp của Nobita" "Jukkai Sekiban" (十戒石板)                                                                       | 23 tháng 9 năm 1983  |
| 731  | "denshohikouki" (でんしょひこうき)                                                                                       | 30 tháng 9 năm 1983  |
| 732  | "SL entotsu" (ＳＬえんとつ)                                                                                              | 7 tháng 10 năm 1983  |
| 733  | "nouryoku kasetto" (能力カセット)                                                                                        | 14 tháng 10 năm 1983 |
| 734  | "heyakoukan suicchi" (へやこうかんスイッチ)                                                                              | 21 tháng 10 năm 1983 |
| 735  | "misekaketsuri hari" (みせかけつり針)                                                                                    | 28 tháng 10 năm 1983 |
| 736  | "Robot Kaguya" "Kaguya Robot" (かぐやロボット)                                                                           | 4 tháng 11 năm 1983  |
| 737  | "kashikiri chippu" (貸し切りチップ)                                                                                      | 11 tháng 11 năm 1983 |
| 738  | "hon no aji no tomo" (本の味の友)                                                                                        | 18 tháng 11 năm 1983 |
| 739  | "muda jikan torimodoshi ponpu" (むだ時間とりもどしポンプ)                                                                | 25 tháng 11 năm 1983 |
| 740  | "kesshin konkuriito" (決心コンクリート)                                                                                  | 2 tháng 12 năm 1983  |
| 741  | "doubutsu henshin ongaeshi gusuri" (動物変身恩返しグスリ)                                                                | 9 tháng 12 năm 1983  |
| 742  | "tacchi te bukuro" (タッチ手ぶくろ)                                                                                      | 16 tháng 12 năm 1983 |
| 743  | "dokodemo dare demo rouraasukeuto" (どこでも誰でもローラースケート)                                                      | 23 tháng 12 năm 1983 |
| 744  | "atokara arubamu" (あとからアルバム)                                                                                     | 30 tháng 12 năm 1983 |

### Năm 1984
| #    | Tên tập phim                                                                             | Ngày phát sóng gốc   |
| ---- | ---------------------------------------------------------------------------------------- | -------------------- |
| SP22 | "Okosama hanguguraidā" (お子さまハンググライダー)                                        | 1 tháng 1 năm 1984   |
| SP23 | "Chuyến đi Gulliver của Nobita" "Nobita no garibā ryokō" (のび太のガリバー旅行)          | 1 tháng 1 năm 1984   |
| 745  | "zenmai shiki sen chi kan" (ゼンマイ式潜地艦)                                            | 6 tháng 1 năm 1984   |
| 746  | "Ống kính việc-cần-làm" "surukoto renzu" (することレンズ)                                | 13 tháng 1 năm 1984  |
| 747  | "akuma no ijiwaaru" (悪魔のイジワール)                                                   | 20 tháng 1 năm 1984  |
| 748  | "jidou kaitori ki" (自動買い取り機)                                                      | 27 tháng 1 năm 1984  |
| 749  | "tamashii fukikomi juu" (たましいふきこみ銃)                                             | 3 tháng 2 năm 1984   |
| 750  | "Huy hiệu đáng thương" "kawaiso medaru" (カワイソメダル)                                 | 10 tháng 2 năm 1984  |
| 751  | "mouzesutekki" (モーゼステッキ)                                                          | 17 tháng 2 năm 1984  |
| 752  | "honwakakyappu" (ホンワカキャップ)                                                       | 24 tháng 2 năm 1984  |
| 753  | "undoushinkei kontorouraa" (運動神経コントローラー)                                      | 2 tháng 3 năm 1984   |
| 754  | "jisa tokei" (時差時計)                                                                  | 9 tháng 3 năm 1984   |
| 755  | "fueuru ginkou" (フエール銀行)                                                           | 16 tháng 3 năm 1984  |
| 756  | "nozoki ana boudo" (のぞき穴ボード)                                                      | 23 tháng 3 năm 1984  |
| 757  | "kumo katame gasu" (雲かためガス)                                                        | 30 tháng 3 năm 1984  |
| 758  | "Tạm biệt Kibou" "saraba kiibou" (さらばキー坊)                                          | 6 tháng 4 năm 1984   |
| 759  | "Đĩa ký ức" "Memory Disc" (メモリーディスク)                                             | 13 tháng 4 năm 1984  |
| 760  | "yajiuma antena" (やじうまアンテナ)                                                      | 20 tháng 4 năm 1984  |
| 761  | "Lá thư hâm mộ gửi đến Jaian" "jaian heno hotto na retaa" (ジャイアンへのホットなレター) | 27 tháng 4 năm 1984  |
| 762  | "rokkaa kattaa" (ロッカーカッター)                                                       | 4 tháng 5 năm 1984   |
| 763  | "ameotoko hatsuraiyo" (雨男はつらいよ)                                                   | 11 tháng 5 năm 1984  |
| 764  | "chichuu sakanatsuri" (地中さかなつり)                                                   | 18 tháng 5 năm 1984  |
| 765  | "yama biko yama" (山びこ山)                                                              | 25 tháng 5 năm 1984  |
| 766  | "Gôm hình ảnh" "imeijigamu" (イメージガム)                                               | 1 tháng 6 năm 1984   |
| 767  | "chou riaru. jiorama sakusen" (超リアル・ジオラマ作戦)                                   | 8 tháng 6 năm 1984   |
| 768  | "enerugii setsuyaku nekkikyuu" (エネルギー節約熱気球)                                    | 15 tháng 6 năm 1984  |
| 769  | "kami sama setto" (神さまセット)                                                         | 22 tháng 6 năm 1984  |
| 770  | "Cây bút vật nuôi" "pettopen" (ペットペン)                                               | 29 tháng 6 năm 1984  |
| 771  | "Chiết suất Eskimo" "esukimou ekisu" (エスキモーエキス)                                  | 6 tháng 7 năm 1984   |
| 772  | "Thuốc chuyển thể" "santain" (サンタイン)                                                | 13 tháng 7 năm 1984  |
| 773  | "yojigen poketto no supea" (四次元ポケットのスペア)                                      | 20 tháng 7 năm 1984  |
| 774  | "Siêu anh hùng" "urutorahiirou" (ウルトラヒーロー)                                       | 27 tháng 7 năm 1984  |
| 775  | "majikku hankachi" (マジックハンカチ)                                                    | 3 tháng 8 năm 1984   |
| 776  | "donjara mura no hoi" (ドンジャラ村のホイ)                                               | 10 tháng 8 năm 1984  |
| 777  | "taifuu torappu to kaze kura ko" (台風トラップと風蔵庫)                                  | 17 tháng 8 năm 1984  |
| 778  | "Cửa sổ tham quan du lịch" "kankouryokou mado" (かんこうりょこう窓)                      | 24 tháng 8 năm 1984  |
| 779  | "Máy thay đổi thời không" "jikuukan torikae ki" (時空間とりかえ機)                       | 31 tháng 8 năm 1984  |
| 780  | "ningen jishaku beruto" (人間磁石ベルト)                                                 | 7 tháng 9 năm 1984   |
| 781  | "sokuseki umi tsukuri ki" (即席海つくり機)                                               | 21 tháng 9 năm 1984  |
| 782  | "ruumugaadosetto" (ルームガードセット)                                                   | 28 tháng 9 năm 1984  |
| 783  | "gakkou kamen toujou" (ガッコー仮面登場)                                                 | 5 tháng 10 năm 1984  |
| 784  | "Giấy truy tìm báu vật" "jishin kunren peupaa" (地震訓練ペーパー)                        | 12 tháng 10 năm 1984 |
| 785  | "robotto haigorei" (ロボット背後霊)                                                      | 19 tháng 10 năm 1984 |
| 786  | "jaian nomeiwaku konsaato" (ジャイアンのめいわくコンサート)                              | 26 tháng 10 năm 1984 |
| 787  | "kankaku monitaa" (感覚モニター)                                                         | 2 tháng 11 năm 1984  |
| 788  | "gousei kouzan no moto" (合成鉱山の素)                                                   | 9 tháng 11 năm 1984  |
| 789  | "wakarazuyano papa ha, nobita" (わからずやのパパは、のび太)                              | 16 tháng 11 năm 1984 |
| 790  | "genjitsu bideo ka ki" (現実ビデオ化機)                                                  | 23 tháng 11 năm 1984 |
| 791  | "sairan eki de sake womodosou" (サイラン液でサケをもどそう)                              | 30 tháng 11 năm 1984 |
| 792  | "dokkiribideo" (ドッキリビデオ)                                                          | 7 tháng 12 năm 1984  |
| 793  | "yakuyoke shiiru" (やくよけシール)                                                       | 14 tháng 12 năm 1984 |
| 794  | "harii noshippo" (ハリーのしっぽ)                                                        | 21 tháng 12 năm 1984 |
| 795  | "chikara denchi" (力電池)                                                                | 28 tháng 12 năm 1984 |

### Năm 1985
| #    | Tên tập phim                                                                                          | Ngày phát sóng gốc   |
| ---- | --- | -------------------- |
| SP24 | "Nón ánh nhìn hào quang" "Imējiraitokyappu" (イメージライトキャップ)                                  | 1 tháng 1 năm 1985   |
| 796  | "Máy rời Trái Đất" "chikyuu gesha mashin" (地球下車マシン)                                            | 4 tháng 1 năm 1985   |
| 797  | "Cuộc phiêu lưu trà" "adoben cha" (アドベン茶)                                                        | 11 tháng 1 năm 1985  |
| 798  | "itazura omocha ka ki" (いたずらオモチャ化機)                                                         | 18 tháng 1 năm 1985  |
| 799  | "nandemonuigurumi setto" (なんでもぬいぐるみセット)                                                   | 25 tháng 1 năm 1985  |
| 800  | "jidouhensou nifuda" (自動返送荷札)                                                                   | 1 tháng 2 năm 1985   |
| 801  | "tomodachi no wa" (友だちの輪)                                                                        | 8 tháng 2 năm 1985   |
| 802  | "dorama chikkugasu" (ドラマチックガス)                                                                | 15 tháng 2 năm 1985  |
| 803  | "tobirettopeupaa" (トビレットペーパー)                                                                | 22 tháng 2 năm 1985  |
| 804  | "kamu kamu kyattofuudo" (カムカムキャットフード)                                                      | 1 tháng 3 năm 1985   |
| 805  | "Ngày nghỉ của Doraemon" "Doraemon ni kyuujitsu wo" (ドラえもんに休日を)                              | 8 tháng 3 năm 1985   |
| 806  | "sonzaikan" (そんざいかん)                                                                            | 15 tháng 3 năm 1985  |
| 807  | "jishin guratsu ki" (自信ぐらつ機)                                                                    | 22 tháng 3 năm 1985  |
| 808  | "nandemo hikiuke kaisha" (なんでも引きうけ会社)                                                       | 29 tháng 3 năm 1985  |
| 809  | "Giải cứu gia đình sói" "ookami ikka wo sukue !!" (オオカミ一家を救え!!)                              | 5 tháng 4 năm 1985   |
| 810  | "taimu fushiana" (タイムふしあな)                                                                     | 19 tháng 4 năm 1985  |
| 811  | "tokageron" (トカゲロン)                                                                              | 26 tháng 4 năm 1985  |
| 812  | "muriyarikyasshukaado" (ムリヤリキャッシュカード)                                                     | 3 tháng 5 năm 1985   |
| 813  | "denkousekka" (デンコーセッカ)                                                                        | 10 tháng 5 năm 1985  |
| 814  | "messeuji taihou" (メッセージ大砲)                                                                    | 17 tháng 5 năm 1985  |
| 815  | "nendoroido" (ネンドロイド)                                                                           | 24 tháng 5 năm 1985  |
| 816  | "shizumebachi no su" (シズメバチの巣)                                                                 | 31 tháng 5 năm 1985  |
| 817  | "ikari enerugii kansoku chaato" (怒りエネルギー観測チャート)                                          | 7 tháng 6 năm 1985   |
| 818  | "kousuchiekkaa" (コースチェッカー)                                                                    | 14 tháng 6 năm 1985  |
| 819  | "jigen rouraa" (次元ローラー)                                                                         | 21 tháng 6 năm 1985  |
| 820  | "Chỉ được nói sự thật" "jasutohonne" (ジャストホンネ)                                                 | 28 tháng 6 năm 1985  |
| 821  | "Quả xóa ký ức" "suri komi tamago" (刷りこみたまご)                                                   | 5 tháng 7 năm 1985   |
| 822  | "raira enerugii tanchiki" (イライラエネルギー探知機)                                                  | 12 tháng 7 năm 1985  |
| 823  | "nandemo kyoutsuu waribikiken" (なんでも共通割引券)                                                   | 19 tháng 7 năm 1985  |
| 824  | "hetauma supuree" (へたうまスプレー)                                                                  | 26 tháng 7 năm 1985  |
| 825  | "age sage kuri" (上げ下げくり)                                                                        | 2 tháng 8 năm 1985   |
| 826  | "Súng chuyển đổi vật thể" "buttai henkan juu" (物体変換銃)                                            | 9 tháng 8 năm 1985   |
| 827  | "Cuộc khám phá đầy bí ẩn của Urashima Tarou" "urashima jiken nonazoni chousen" (浦島事件のなぞに挑戦) | 16 tháng 8 năm 1985  |
| 828  | "Ngôi đền ma ám trên núi" "yamadera no yuurei soudou" (山寺のユーレイ騒動)                            | 16 tháng 8 năm 1985  |
| 829  | "oshikake gaadoman" (おしかけガードマン)                                                              | 23 tháng 8 năm 1985  |
| 830  | "ippatsugyakuten bakudan" (一発逆転ばくだん)                                                          | 30 tháng 8 năm 1985  |
| 831  | "Hòn đá kiên cường" "tsuyoi ishi" (強いイシ)                                                          | 6 tháng 9 năm 1985   |
| 832  | "kachinkachinraito" (カチンカチンライト)                                                              | 13 tháng 9 năm 1985  |
| 833  | "jaian no sayonara konsaato" (ジャイアンのさよならコンサート)                                         | 20 tháng 9 năm 1985  |
| 834  | "shucchou kuchi me" (しゅっちょう口目)                                                                | 27 tháng 9 năm 1985  |
| 835  | "Khu vườn thu nhỏ" "hakoniwa shiriizu" (箱庭シリーズ)                                                 | 4 tháng 10 năm 1985  |
| 836  | "bashou ougi" (バショーおうぎ)                                                                        | 11 tháng 10 năm 1985 |
| 837  | "kagenagara" (かげながら)                                                                             | 18 tháng 10 năm 1985 |
| 838  | "repoutaa robotto" (レポーターロボット)                                                               | 25 tháng 10 năm 1985 |
| 839  | "Sao điểm mù" "mouten hoshi" (モーテン星)                                                             | 1 tháng 11 năm 1985  |
| 840  | "tsumorinaaru" (ツモリナール)                                                                         | 8 tháng 11 năm 1985  |
| 841  | "Quả trứng nhân vật hư cấu" "kakuu jinbutsu tamago" (架空人物たまご)                                  | 15 tháng 11 năm 1985 |
| 842  | "jigen baka dan" (時限バカ弾)                                                                         | 22 tháng 11 năm 1985 |
| 843  | "tedu kuri kumo setto" (手づくり雲セット)                                                             | 29 tháng 11 năm 1985 |
| 844  | "omoikiri hasami" (思い切りハサミ)                                                                    | 6 tháng 12 năm 1985  |
| 845  | "Kế hoạch thoát khỏi 0 điểm" "0 ten dasshutsu sakusen" (０点脱出作戦)                                 | 13 tháng 12 năm 1985 |
| 846  | "shitekurejittokaado" (シテクレジットカード)                                                          | 20 tháng 12 năm 1985 |
| 847  | "geumubukku" (ゲームブック)                                                                           | 27 tháng 12 năm 1985 |

### Năm 1986
| #    | Tên tập phim                                                                                | Ngày phát sóng gốc   |
| ---- | ------------------------------------------------------------------------------------------- | -------------------- |
| SP25 | "Bộ dụng cụ "Ngày Tết lười biếng"" "Gu ̄tara oshōgatsu setto" (ぐーたらお正月セット)         | 3 tháng 1 năm 1986   |
| SP26 | "Hồi ức về bà" "O bāchan daisuki" (おばあちゃん大好き)                                      | 3 tháng 1 năm 1986   |
| 848  | "Chiến tranh cổ vật" "taimushiibaa" (タイムシーバー)                                        | 10 tháng 1 năm 1986  |
| 849  | "Sợi dây hoán đổi" "ire kae roupu" (入れかえロープ)                                         | 17 tháng 1 năm 1986  |
| 850  | "Con ong may mắn" "nantokabachi" (なんとかばち)                                             | 24 tháng 1 năm 1986  |
| 851  | "Bố cũng biết làm nũng" "papa datte amaenbo" (パパだって甘えんぼ)                           | 31 tháng 1 năm 1986  |
| 852  | "Lời từ biệt qua cửa sổ" "ano mado nisayouna" (あの窓にさようなら)                          | 7 tháng 2 năm 1986   |
| 853  | "Pháo đài vô địch" "muteki houdai" (無敵砲台)                                               | 14 tháng 2 năm 1986  |
| 854  | "Mũ đọc ý nghĩ" "satori herumetto" (さとりヘルメット)                                       | 24 tháng 2 năm 1986  |
| 855  | "keisatsu inu tsuke hana" (警察犬つけ鼻)                                                    | 28 tháng 2 năm 1986  |
| 856  | "enban soujuu kunren ki" (円盤そうじゅう訓練機)                                             | 7 tháng 3 năm 1986   |
| 857  | "kuukan ire kae ki" (空間入れかえ機)                                                        | 14 tháng 3 năm 1986  |
| 858  | "kanjou enerugii bonbe" (感情エネルギーボンベ)                                              | 21 tháng 3 năm 1986  |
| 859  | "taimu te bukuro to megane" (タイム手ぶくろとめがね)                                        | 28 tháng 3 năm 1986  |
| 860  | "myunhihauzen shiro heyoukoso" (ミュンヒハウゼン城へようこそ)                               | 4 tháng 4 năm 1986   |
| 861  | "ato kara honto supiikaa" (トカラホントスピーカー)                                          | 11 tháng 4 năm 1986  |
| 862  | "yojigen kuzukago" (四次元くずかご)                                                         | 18 tháng 4 năm 1986  |
| 863  | "mimidake to shaberippu" (ミミダケとシャベリップ)                                           | 25 tháng 4 năm 1986  |
| 864  | "mujin sakai dorinku" (無人境ドリンク)                                                      | 2 tháng 5 năm 1986   |
| 865  | "kiraina tesuto ni gaanba" (きらいなテストにガーンバ)                                       | 9 tháng 5 năm 1986   |
| 866  | "nukeana bourupen" (抜け穴ボールペン)                                                       | 16 tháng 5 năm 1986  |
| 867  | "gyaku juuryoku beruto" (逆重力ベルト)                                                      | 23 tháng 5 năm 1986  |
| 868  | "chikyuu seizou setto" (地球製造セット)                                                     | 30 tháng 5 năm 1986  |
| 869  | "hoshi toriamito hanmaa" (星とりあみとハンマー)                                             | 6 tháng 6 năm 1986   |
| 870  | "ichiji azuke kaado" (一時あずけカード)                                                     | 13 tháng 6 năm 1986  |
| 871  | "Đèn thần nhưng không có thần đèn" "majin noinai mahou no ranpu" (魔神のいない魔法のランプ) | 20 tháng 6 năm 1986  |
| 872  | "yojigen wakaba maaku" (四次元若葉マーク)                                                   | 27 tháng 6 năm 1986  |
| 873  | "keshiki kattaa" (けしきカッター)                                                           | 4 tháng 7 năm 1986   |
| 874  | "gushouka kagami" (具象化鏡)                                                                | 11 tháng 7 năm 1986  |
| 875  | "misekake raku gaki pen" (みえかけ落がきペン)                                               | 18 tháng 7 năm 1986  |
| 876  | "zurashinbo" (ずらしんぼ)                                                                   | 25 tháng 7 năm 1986  |
| 877  | "Bí mật của Tsubasa" "Tsubasa chan no himitsu" (翼ちゃんの秘密)                             | 1 tháng 8 năm 1986   |
| 878  | "tachibagan" (タチバガン)                                                                   | 8 tháng 8 năm 1986   |
| 879  | "Lãnh chúa của thế kỷ 20" "20 seiki nootonosama" (20世紀のおとのさま)                       | 15 tháng 8 năm 1986  |
| 880  | "meruhenrando nyuujouken" (メルヘンランド入場券)                                            | 22 tháng 8 năm 1986  |
| 881  | "Quyết định khó nhằn của Nobita" "Nobita no Katāi Kesshin" (のび太のカターイ決心)           | 29 tháng 8 năm 1986  |
| 882  | "yume kantokuisu" (ユメかんとくいす)                                                        | 5 tháng 9 năm 1986   |
| 883  | "fuusen tegami kontorouraa" (風船手紙コントローラー)                                        | 12 tháng 9 năm 1986  |
| 884  | "hikarifaibaa tsuta" (光ファイバーつた)                                                     | 19 tháng 9 năm 1986  |
| 885  | "shabonherumetto" (シャボンヘルメット)                                                      | 26 tháng 9 năm 1986  |
| 886  | "okonomi fotopurintaa" (おこのみフォトプリンター)                                           | 3 tháng 10 năm 1986  |
| 887  | "handeikyappu" (ハンディキャップ)                                                           | 10 tháng 10 năm 1986 |
| 888  | "takuhai kyappu" (たくはいキャップ)                                                         | 17 tháng 10 năm 1986 |
| 889  | "shikaeshi denpyou" (しかえし伝票)                                                          | 24 tháng 10 năm 1986 |
| 890  | "tereterehon" (テレテレホン)                                                                | 31 tháng 10 năm 1986 |
| 891  | "jitsuyou minikaa setto" (実用ミニカーセット)                                               | 7 tháng 11 năm 1986  |
| 892  | "rifutosutokku" (リフトストック)                                                            | 21 tháng 11 năm 1986 |
| 893  | "komettohantaa ni chousen" (コメットハンターに挑戦)                                         | 28 tháng 11 năm 1986 |
| 894  | "Chiếc nhẫn tình bạn" "mikata yubiwa" (みかた指輪)                                          | 5 tháng 12 năm 1986  |
| 895  | "Dung dịch tăng hiệu quả" "gureudoappu eki" (グレードアップ液)                              | 12 tháng 12 năm 1986 |
| 896  | "Xây dựng lại nhà nghỉ đổ nát" "tsudure ya wotatenaose" (つづれ屋をたてなおせ)              | 19 tháng 12 năm 1986 |
| 897  | "atsumi nukitori bari" (厚みぬきとりバリ)                                                   | 26 tháng 12 năm 1986 |

### Năm 1987
| #    | Tên tập phim                                                                    | Ngày phát sóng gốc   |
| ---- | ------------------------------------------------------------------------------- | -------------------- |
| SP27 | "Vương quốc của chú chó Ichi" "Norainu `Ichi' no Kuni" (のら犬「イチ」の国)     | 2 tháng 1 năm 1987   |
| 898  | "fukikae itodenwa" (ふきかえ糸電話)                                             | 9 tháng 1 năm 1987   |
| 899  | "Đôi giài đi trên không trung" "kuuchuu shuuzu" (空中シューズ)                  | 16 tháng 1 năm 1987  |
| 900  | "yume kanketsu chippu" (ユメ完結チップ)                                         | 23 tháng 1 năm 1987  |
| 901  | "Quả cầu quái thú" "Monster Ball" (モンスターボール)                            | 30 tháng 1 năm 1987  |
| 902  | "Thế giới trong gương" "Abekobe Sekai Mirai" (あべこべせかいミラー)             | 6 tháng 2 năm 1987   |
| 903  | "Căn cứ bí mật của Nobita" "Nobita no Himitsu Kichi" (のび太の秘密基地)         | 13 tháng 2 năm 1987  |
| 904  | "Petter" (ペッター)                                                             | 20 tháng 2 năm 1987  |
| 905  | "toshinoizumi roupu" (としのいずみロープ)                                       | 27 tháng 2 năm 1987  |
| 906  | "Cô bé mang đôi giày đỏ" "Akai Kutsu no Omoide" (赤いクツの思い出)              | 6 tháng 3 năm 1987   |
| 907  | "hiduke henkou chouku" (日付変更チョーク)                                       | 13 tháng 3 năm 1987  |
| 908  | "Ký ức về con lật đật" "Ano Nichi Ano Toki Ano Daruma" (あの日あの時あのダルマ) | 20 tháng 3 năm 1987  |
| 909  | "mayonaka noo hanami" (真夜中のお花見)                                          | 27 tháng 3 năm 1987  |
| 910  | "Tay súng Nobita" "Gunfighter Nobita" (ガンファイターのび太)                    | 3 tháng 4 năm 1987   |
| 911  | "horogura ki" (ホログラ機)                                                      | 10 tháng 4 năm 1987  |
| 912  | "Suối tiều phu" "Kikorino Izumi" (木こりの泉)                                   | 17 tháng 4 năm 1987  |
| 913  | "shokubutsu aruka se eki" (植物歩かせ液)                                        | 24 tháng 4 năm 1987  |
| 914  | "Gà sao chép" "Repuri Cock" (レプリコッコ)                                      | 1 tháng 5 năm 1987   |
| 915  | "poppu chikashitsu to fuerumiraa" (ポップ地下室とフエルミラー)                  | 8 tháng 5 năm 1987   |
| 916  | "kasairazu" (カサイラズ)                                                        | 15 tháng 5 năm 1987  |
| 917  | "Thuốc nhân bản Ngộ Không" "kurounri kiddo gokuu" (クローンリキッド悟空)        | 22 tháng 5 năm 1987  |
| 918  | "puro guramingu hokuro" (プログラミングほくろ)                                  | 29 tháng 5 năm 1987  |
| 919  | "tatari chinki" (たたりチンキ)                                                  | 5 tháng 6 năm 1987   |
| 920  | "jioramabukku" (ジオラマブック)                                                 | 12 tháng 6 năm 1987  |
| 921  | "koutsuu hyoushiki sutekkaa" (交通標識ステッカー)                               | 19 tháng 6 năm 1987  |
| 922  | "tsuiseki arou" (ついせきアロー)                                                | 26 tháng 6 năm 1987  |
| 923  | "Tên lửa ước nguyện Thất tịch" "Negai Tanabata Rocket" (ねがい七夕ロケット)     | 3 tháng 7 năm 1987   |
| 924  | "naoshi ban tokowashi ban" (なおしバンとこわしバン)                             | 10 tháng 7 năm 1987  |
| 925  | "ooge sa kamera" (大げさカメラ)                                                 | 17 tháng 7 năm 1987  |
| 926  | "Mắt kính kiểm tra lòng can đảm" "Kimodameshi Megane" (きもだめしメガネ)        | 24 tháng 7 năm 1987  |
| 927  | "nakamisuitouru" (ナカミスイトール)                                             | 31 tháng 7 năm 1987  |
| 928  | "Vé rùng rợn" "Thrill Ticket" (スリルチケット)                                  | 7 tháng 8 năm 1987   |
| 929  | "Tiến lên! Nobita man" "GO!GO! Nobitaman" (ＧＯ！ＧＯ！ノビタマン)              | 14 tháng 8 năm 1987  |
| 930  | "Bút lỗ đen" "Black Hole Pen" (ブラックホールペン)                              | 21 tháng 8 năm 1987  |
| 931  | "omosa suikomi juu" (重さすいこみ銃)                                            | 28 tháng 8 năm 1987  |
| 932  | "Đồng hồ ma quái" "Obake Timer" (オバケタイマー)                                | 4 tháng 9 năm 1987   |
| 933  | "jaian wodamarasero" (ジャイアンをだまらせろ)                                   | 11 tháng 9 năm 1987  |
| 934  | "koutsuukisei taimaa" (交通規制タイマー)                                        | 18 tháng 9 năm 1987  |
| 935  | "Đi lạc trong nhà" "Ie no Naka de Maigo" (家の中で迷子)                         | 25 tháng 9 năm 1987  |
| 936  | "youkoso shichiya he" (ようこそ質屋へ)                                          | 2 tháng 10 năm 1987  |
| 937  | "Chiếc hộp thời gian" "Time Capsule" (タイムカプセル)                           | 9 tháng 10 năm 1987  |
| 938  | "Đừng khóc Beso!!" "Naku na, Beso !!" (泣くな，ベソ!!)                          | 23 tháng 10 năm 1987 |
| 939  | "kokorofu kikomi maiku" (心ふきこみマイク)                                      | 23 tháng 10 năm 1987 |
| 940  | "ano goroni modori tai !" (あの頃に戻りたい！)                                  | 30 tháng 10 năm 1987 |
| 941  | "tsuuka jou" (ツーカー錠)                                                       | 30 tháng 10 năm 1987 |
| 942  | "Ba và ông nội" "papa to Ojīchan" (パパとおじいちゃん)                          | 6 tháng 11 năm 1987  |
| 943  | "kagefumi oiru" (かげふみオイル)                                                | 6 tháng 11 năm 1987  |
| 944  | "nakama bacchi" (なかまバッチ)                                                  | 13 tháng 11 năm 1987 |
| 945  | "hanbun odekake kumo" (半分おでかけ雲)                                          | 13 tháng 11 năm 1987 |
| 946  | "Điều khiển con người" "Ningen Rimokon" (人間リモコン)                          | 20 tháng 11 năm 1987 |
| 947  | "Du lịch qua cửa sổ" "Ryokou Mado Setto" (旅行窓セット)                         | 20 tháng 11 năm 1987 |
| 948  | "nenagara keusu" (ねながらケース)                                               | 27 tháng 11 năm 1987 |
| 949  | "mokumokuman" (モクモクマン)                                                    | 27 tháng 11 năm 1987 |
| 950  | "Vệ sĩ vô hình" "Tōmei Bodyguard" (透明ボディーガード)                          | 4 tháng 12 năm 1987  |
| 951  | "Robot biến hình" "Henshin Robot" (へんしんロボット)                            | 4 tháng 12 năm 1987  |
| 952  | "kanzen shuusei ki" (完全修正機)                                                | 11 tháng 12 năm 1987 |
| 953  | "ayatsurisokkuri fuusen" (あやつりそっくり風船)                                 | 11 tháng 12 năm 1987 |
| 954  | "norimonogutsu" (のりものぐつ)                                                  | 18 tháng 12 năm 1987 |
| 955  | "meirei juu" (めいれい銃)                                                       | 18 tháng 12 năm 1987 |
| 956  | "Máy tua bước nhảy thời gian" "Time Wapril" (タイムワープリール)                | 25 tháng 12 năm 1987 |
| 957  | "museibutsu shikibou" (むせいぶつ指揮棒)                                        | 25 tháng 12 năm 1987 |